# 2013年5月

## 5月1日
武裝衝突

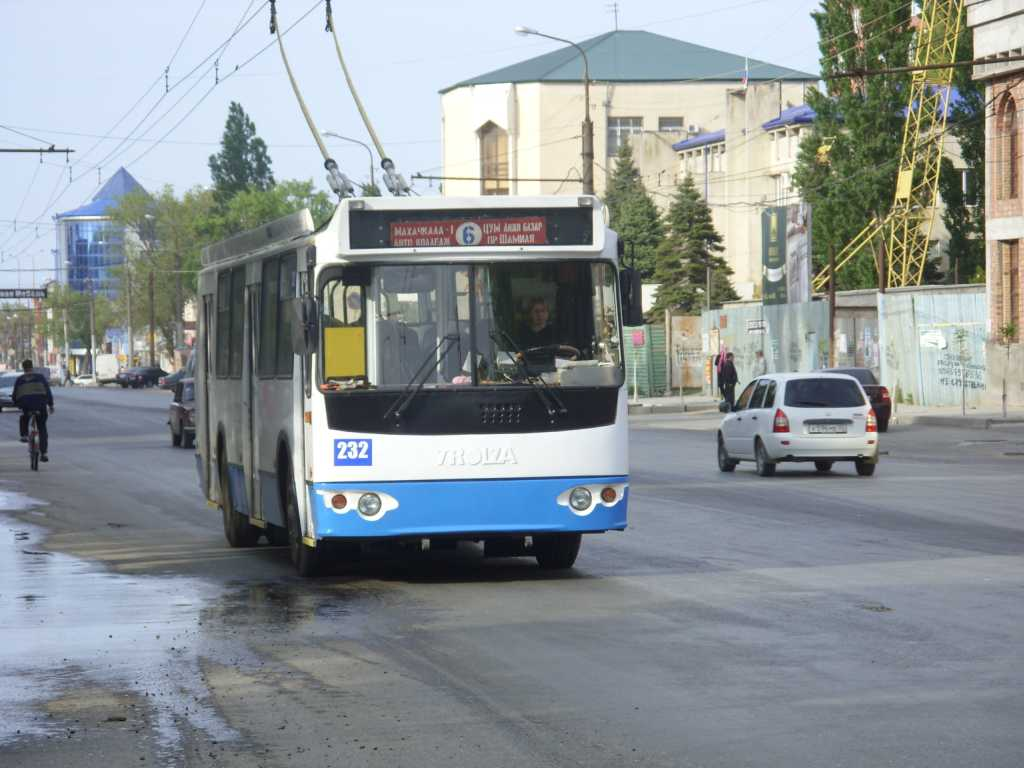
馬哈奇卡拉。

- 泰國南部叛亂份子在泰國北大年市（英语：Pattani, Thailand）槍殺6名民眾，其中包括2名兒童。ABC News（页面存档备份，存于）
- 波士頓警察局表示有3人因為認定與2013年波士頓馬拉松爆炸案有關聯而遭到逮捕。有線電視新聞網（页面存档备份，存于）
- 一份報告指稱參與2013年波士頓馬拉松爆炸案的喬卡·沙尼耶夫向探員表示，其動機是為了在阿富汗與伊拉克的戰爭爆發後捍衛伊斯蘭教的存在。國家廣播公司（页面存档备份，存于）
- 北高加索動亂叛亂份子於俄羅斯達吉斯坦共和國馬哈奇卡拉的購物中心安置炸彈並順利引爆，造成3人死亡以及2人受傷。俄羅斯新聞社（页面存档备份，存于）
- 伊拉克游擊部隊在伊拉克各地展開多重炸彈襲擊，至少殺害了15人。《每日星報（页面存档备份，存于）》

商業經濟
- T-Mobile US在紐約證券交易所首次上市，其股票代號為「TMUS」。路透社（页面存档备份，存于）

災害事故
- 沙烏地阿拉伯依些地方降下25年以來最大的雨勢，而所造成的山洪導致16人死亡、3人失蹤，對此沙烏地阿拉伯當局則呼籲民眾應避免前往低窪的乾谷。另外一方面，鄰國阿曼也有兩人死於山洪中。阿拉伯衛星電視台（页面存档备份，存于）
- 越南北部老街省的大雨和強風造成52間房屋和2所學校遭到摧毀、1,600棟房屋屋頂被吹翻以及當地所產的農作物死亡。TalkVietnam（页面存档备份，存于）

國際關係
- 聯合國人權事務高級專員辦事處表示美國對關押在關塔那摩灣拘押中心絕食者強迫灌食是一種違反國際法的行為。法國24（页面存档备份，存于）
- 包括百慕達、開曼群島等英國海外領土與英國和其他歐洲聯盟成員國簽署共享稅收資訊的協議。英國國播公司（页面存档备份，存于）

法律犯罪
- 美國華盛頓州西雅圖的國際勞動節遊行升級成為暴力活動，造成8名警察受傷以及數家商店店面遭到摧毀。《西雅圖郵訊報（页面存档备份，存于）》、有線電視新聞網（页面存档备份，存于）
- 英國《加冕街》演員、同時也是世界上同一齣肥皂劇演出時間最久的演員威廉·洛彻（英语：William Roache）遭到逮捕，理由為在1967年時曾對15歲女孩犯下兩起性侵犯案件。紐西蘭電視台（页面存档备份，存于）、《衛報（页面存档备份，存于）》
- 2013年委內瑞拉總統選舉結束後，執政的7名委內瑞拉社會主義統一黨議員在委內瑞拉國會上與反對黨成員發生暴力衝突。The Daily Beast（页面存档备份，存于）

科學技術
- 美國加利福尼亞州聖荷西的IBM研究人員拍攝了歷史上最小的電影《男孩和他的原子》，主要是透過掃描隧道顯微鏡來拍攝一氧化碳的移動。英國廣播公司（页面存档备份，存于）
- 一個國際研究小組在《自然》上宣布已經開發出可以模仿昆蟲複眼所見的數位照相機。有線電視新聞網（页面存档备份，存于）
- 美國懷俄明州發現古代小型鳥Eocypselus rowei（英语：Eocypselus rowei）的化石，研究人員認為可能有助於解釋蜂鳥的演化過程。Science World Report（页面存档备份，存于）

## 5月2日
武裝衝突

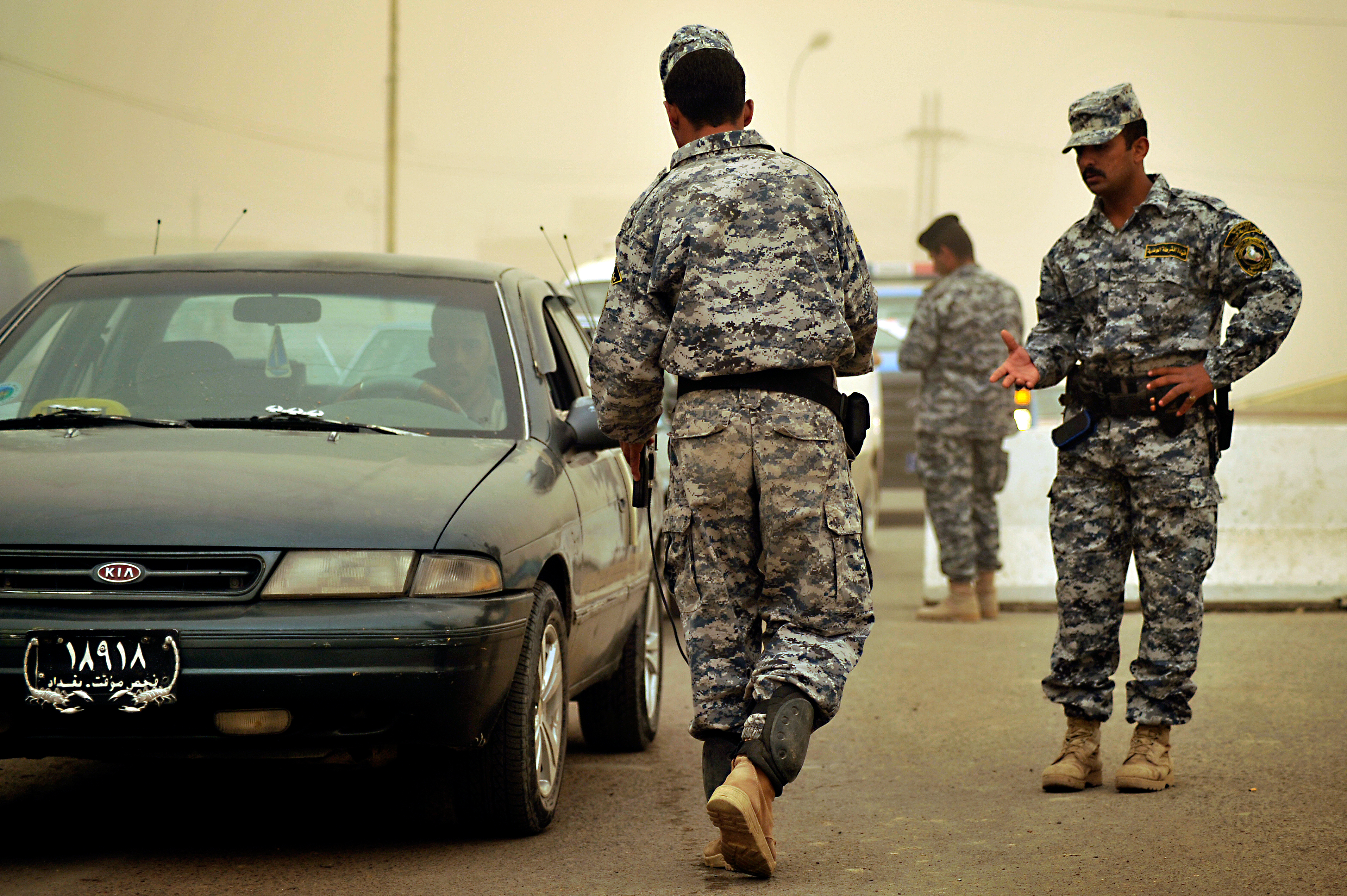
伊拉克士兵正在使用ADE 651檢測炸彈。

- 查德政府宣布已經查破一起計畫數個月的政變。路透社（页面存档备份，存于）
- 伊拉克游擊部隊在費盧傑發動兩起獨立攻擊，造成超過14名伊拉克之子成員死亡。英國廣播公司（页面存档备份，存于）
- 敘利亞陸軍對所發動的突襲行動造成巴尼亞斯當地超過100多人死亡。《每日星報（页面存档备份，存于）》

商業經濟
- 美國首次申請失業保險金（英语：Jobless claims）的民眾下降至5年來最低人數。《紐約每日新聞（页面存档备份，存于）》
- 英特爾董事會決定改由美國籍營運長布莱恩·科再奇擔任執行長。MarketWatch

災害事故
- 蘇丹共和國北達佛省杰貝勒阿米爾（Jebel Amir）一座重新挖掘的金礦礦坑坍塌，造成超過60名礦工死亡。路透社（页面存档备份，存于）
- 美國加利福尼亞州的山火造成數百個家庭撤離該地區。路透社（页面存档备份，存于）

生態醫療
- 莫三比克發現盜獵者槍殺數頭犀牛。《每日電訊報（页面存档备份，存于）》
- 美國中北部的降雪創下歷史上的新高。《今日美國（页面存档备份，存于）》

國際關係
- 北韓最高法院判處韓裔美國人裴埈皓因涉嫌「反朝敵對罪行」而判處15年勞動改造，美國政府則要求進行大赦。《The Australian（页面存档备份，存于）》、英國廣播公司（页面存档备份，存于）

法律犯罪
- 美國德克薩斯州休士頓的一名持槍人士前往喬治·布希洲際機場並用步槍向天花板發射兩槍，最後舉槍自盡。有線電視新聞網（页面存档备份，存于）
- 美國上訴法院第二巡迴庭裁決奧薩瑪·賓·拉登的親屬以及其所屬的建築公司並不能追究其在九一一襲擊事件的法律責任。國家廣播公司（页面存档备份，存于）
- 英格蘭電視播報員斯圖爾特·霍爾（英语：Stuart Hall (presenter)）坦承犯下14起性侵犯案件。英國廣播公司（页面存档备份，存于）
- 英國商人詹姆斯·麥科米克（James McCormick）因為販售假炸彈探測器ADE 651到伊拉克與其他國家，遭到奧卑利判處10年的有期徒刑。英國廣播公司（页面存档备份，存于）
- 遭到巴基斯坦監獄獄友毆打致死的印度間諜薩拉布吉特·辛格遺體送回印度家鄉安葬，而旁遮普地區政府決定將其列為「烈士」一員。NDTV（页面存档备份，存于）
- 美國羅德島州成為第十個允許同性婚姻的州份。福斯新聞頻道（页面存档备份，存于）
- 中國北部2名幼稚園學童遭到對手幼稚園所有者下毒致死。《International Business Times（页面存档备份，存于）》

政治選舉
- 埃及政府宣布即將撤換6名甘迪勒內閣（英语：Qandil Cabinet）的部長。路透社（页面存档备份，存于）
- 英格蘭、威爾斯與安格爾西島舉辦2013年英國地方選舉。英國廣播公司（页面存档备份，存于）
- 南希爾茲選區舉行補選（英语：South Shields by-election, 2013），以填補因前任外交及國協事務大臣大衛·米勒班辭職而出現的空缺。英國廣播公司（页面存档备份，存于）

宗教慶典
- 在本篤十六世辭職成為榮休教宗後2個月，他表示計畫將前往梵蒂岡的教會之母修道院作為居所。英國廣播公司（页面存档备份，存于）

科學技術
- 哈佛大學研發團隊公開發表歷史上最小型、以人造翅膀飛行的機器人蜜蜂機器人（英语：RoboBee）。《洛杉磯時報（页面存档备份，存于）》

## 5月3日
武裝衝突

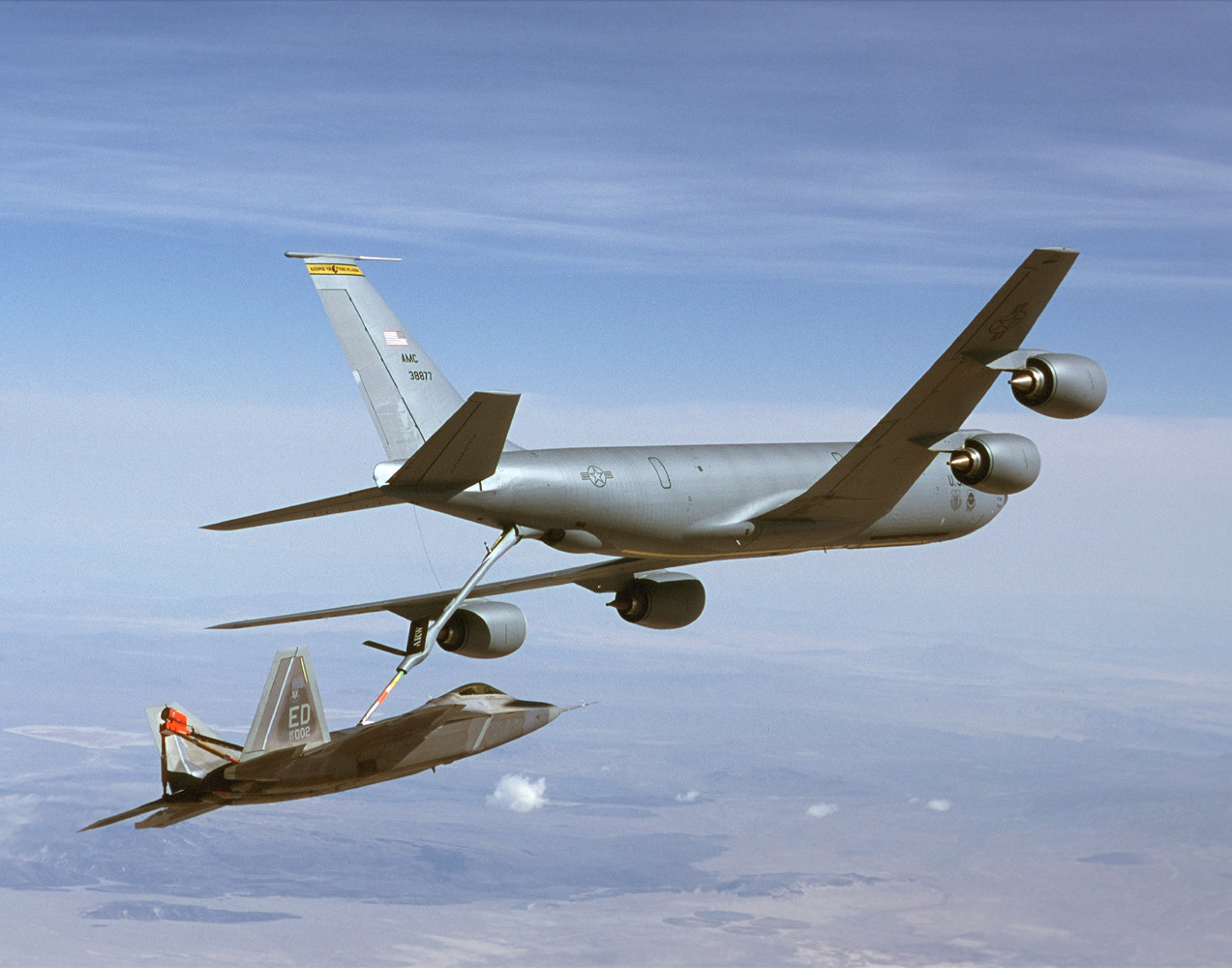
波音KC-135空中加油機正在為F-22猛禽戰鬥機進行空中加油。

- 當天晚上以色列派遣戰機襲擊敘利亞的武器設施。《紐約時報（页面存档备份，存于）》

藝術文化
- 世界上最大的橡皮小鴨運往香港展示。ABC News（页面存档备份，存于）
- 大都會藝術博物館宣布將2個自科克（英语：Koh Ker）取得的雕像歸還給柬埔寨。ABC News（页面存档备份，存于）

商業經濟
- 隨著在希臘的高級官員賈斯汀·亨克（Justin Jenk）因偽造希臘資本市場監察委員會（英语：Hellenic Capital Market Commission）文件進行內線交易的犯罪醜聞，使得瑞典最負盛名的學校斯德哥爾摩經濟學院也遭到波及。《瑞典工商業日報（页面存档备份，存于）》
- 重型工程機械製造廠商開拓重工宣布計劃在7月時將裁員人數擴增至300人。《芝加哥論壇報》

災害事故
- 孟加拉國發生的薩瓦區大樓倒塌事故其死亡人數上升至547人。有線電視新聞網（页面存档备份，存于）
- 孟加拉國財政部部長試圖解決大樓倒塌後對於孟加拉服裝生產行業的影響。News24（页面存档备份，存于）
- 一名調查災難原因的高級研究官員表示在大樓屋頂上放置的四臺發電機所發出的震動導致建築物倒塌。News24（页面存档备份，存于）、英國廣播公司（页面存档备份，存于）
- 美國波音KC-135空中加油機在空中飛行時於阿富汗境上空發生爆炸，並且墜毀於吉爾吉斯北部地區。《環球郵報》、英國廣播公司（页面存档备份，存于）
- 美國加利福尼亞州的山火持續蔓延著。《洛杉磯時報（页面存档备份，存于）》

法律犯罪
- 英國法院重新檢驗由律師提起的冤獄申請後，裁定原本因為參與2009年馬塞林軍營槍擊案（英语：2009 Massereene Barracks shooting）而判處無期徒刑的囊腫性纖維化患者布萊恩·斯蒂爾（Brian Shivers）無罪釋放。英國廣播公司（页面存档备份，存于）、愛爾蘭廣播電視（页面存档备份，存于）
- 在巴基斯坦聯邦調查局（英语：Federal Investigation Agency）起訴前巴基斯坦總統佩爾韋茲·穆沙拉夫涉嫌參與暗殺班娜姬·布托期間，負責偵辦案件的巴基斯坦檢察官喬杜里·祖菲卡爾·阿里（Chaudhry Zulfiqar Ali）於前往伊斯蘭瑪巴德法院的路上遭到槍殺。《衛報（页面存档备份，存于）》
- 國家美式足球聯盟亞利桑那紅雀球員德萊·華盛頓（英语：Daryl Washington）因為遭指控毆打他人而被逮捕。美聯社（页面存档备份，存于）
- 中國警方逮捕了900多名藉由將鼠肉當作羊肉來非法賺取100萬美元的犯罪集團。路透社（页面存档备份，存于）

政治選舉
- 2013年英國地方選舉結果為工黨與英國獨立黨獲得些微增長，而自由民主黨與保守黨則失去部分地區。英國廣播公司（页面存档备份，存于）
- 英國獨立黨贏得140個議會席次以及獲得25％的選票，這也是該政黨在地方候選人當選人數上最多的一次。英國廣播公司（页面存档备份，存于）
- 工黨的愛瑪·勒威爾-巴克（英语：Emma Lewell-Buck）在昨天的南希爾茲補選（英语：South Shields by-election, 2013）勝出，而英國獨立黨參選人的得票則壓過保守黨居第二位。英國廣播公司（页面存档备份，存于）
- Google在其開發的Google搜尋網頁中將原本的「巴勒斯坦領土」更改為「巴勒斯坦」。福斯新聞頻道、英國廣播公司（页面存档备份，存于）

科學技術
- 一個國際科學家團隊宣布在中國發現新的食肉獸腳亞目恐龍敖閏龍，其生存年代約在1.61億年前，同時也是已知最早的虛骨龍類之一。Design & Trend

## 5月4日
武裝衝突

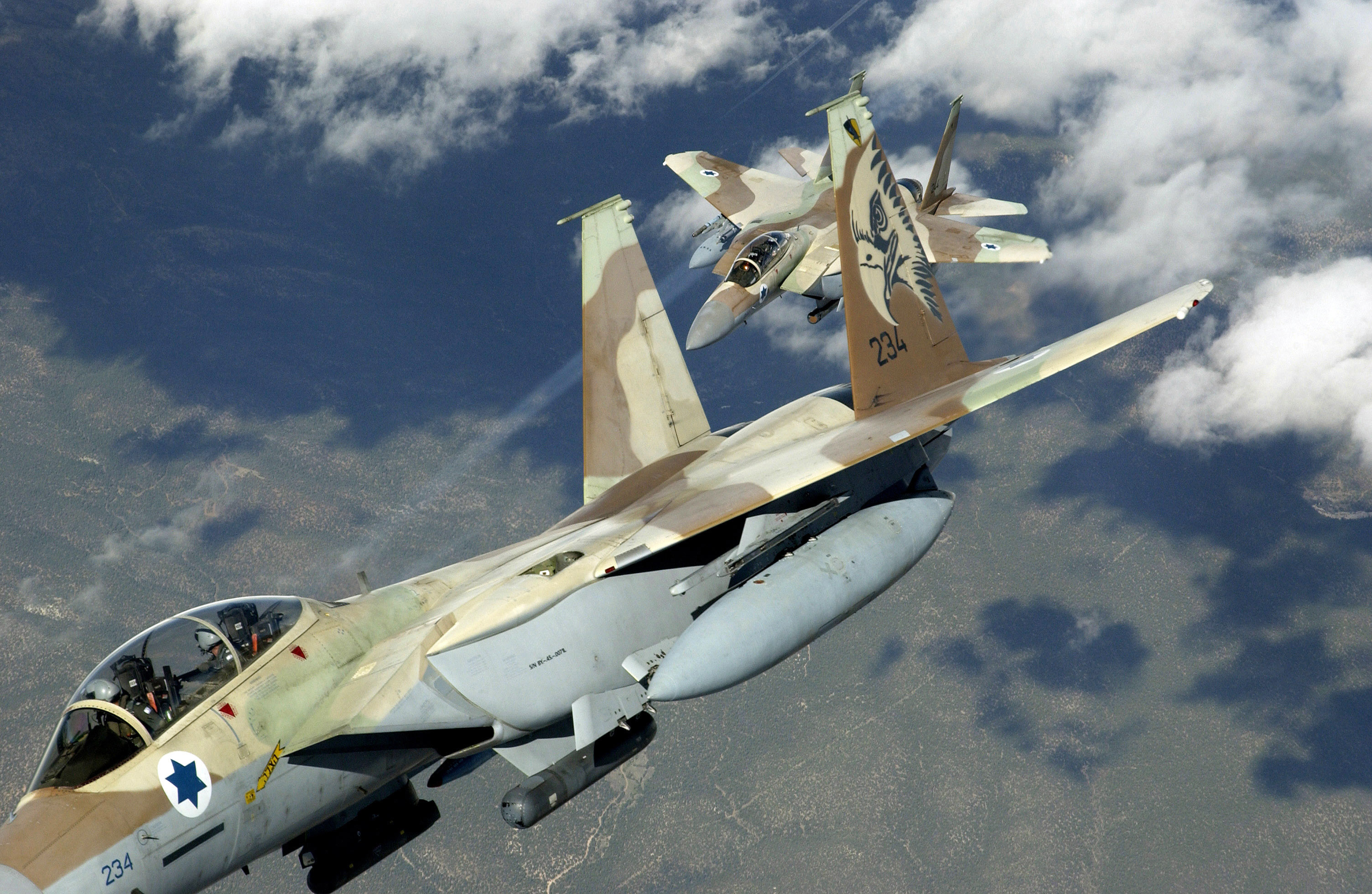
兩架以色列空軍的F-15鷹式戰機。

- 5名參與阿富汗戰爭的美軍在阿富汗堪達哈被一枚炸彈炸死，另外還有3人在同一天因為個別的爆炸事件而陣亡。《紐約時報（页面存档备份，存于）》
- 以色列國防軍在第二天繼續襲擊敘利亞，並且聲稱敘利亞涉嫌運送先進的導彈武器給在黎巴嫩的真主黨。《華盛頓郵報（页面存档备份，存于）》
- 敘利亞示威人士聲稱巴尼亞斯有77人遭到敘利亞軍隊殺害，對此敘利亞政府則表示當時是在打擊「恐怖份子」。英國廣播公司（页面存档备份，存于）
- 隨著奈及利亞宗教衝突的局勢逐漸升高，在一場於烏卡瑞（英语：Wukari）舉辦的葬禮上有39人突然遭到他人殺害。彭博新聞社（页面存档备份，存于）

藝術文化
- 古巴音樂派別感覺（英语：Filin (music)）的重要推廣者薩爾·波蒂洛德拉盧斯（英语：César Portillo de la Luz）逝世，享年90歲。《邁阿密先驅報（页面存档备份，存于）》
- 美國作家哈波·李提出訴訟指稱其文學代理人欺騙她放棄《梅岡城故事》的版權。《衛報（页面存档备份，存于）》

商業經濟
- 中國成都市數百名示威者聚集反對策劃中的大型工業計劃PX計畫，而為了因應市民的示威遊行使得當地警方進入戒備狀態。彭博新聞社（页面存档备份，存于）、ABC News（页面存档备份，存于）、全國公共廣播電台（页面存档备份，存于）、《華盛頓郵報[]》

災害事故
- 比利時韋特倫附近一輛載有有毒易燃化學物質的火車出軌並引發大火，最後造成2人死亡、49人受傷。英國廣播公司（页面存档备份，存于）

生態醫療
- 英格蘭國民保健署（英语：NHS England）表示在調查新架構的非緊急醫療救助熱線NHS 111（英语：NHS 111）時發現其中有7項「潛在的嚴重威脅」。英國廣播公司（页面存档备份，存于）
- 美國阿拉斯加州卡利夫蘭火山發生低危險級別的噴發現象。福斯新聞頻道（页面存档备份，存于）

法律犯罪
- 英國下議院副議長奈傑爾·埃文斯因為涉嫌性侵犯兩名男子而遭到逮捕。《衛報（页面存档备份，存于）》、《每日郵報（页面存档备份，存于）》

體育競賽
- 多明尼加共和國籍騎師約耳·羅沙里歐（英语：Joel Rosario）以及馬匹寶球共同贏得了2013年肯塔基打吡冠軍。《今日美國（页面存档备份，存于）》
- 美國籍拳擊手弗洛伊德·梅威瑟擊敗對手羅伯特·蓋萊洛（英语：Robert Guerrero）而繼續保留有沉量级冠軍。《紐約時報（页面存档备份，存于）》
- 尤文圖斯足球俱樂部贏得了2012年至2013年義大利足球甲級聯賽冠軍。BBC體育（页面存档备份，存于）

## 5月5日
武裝衝突

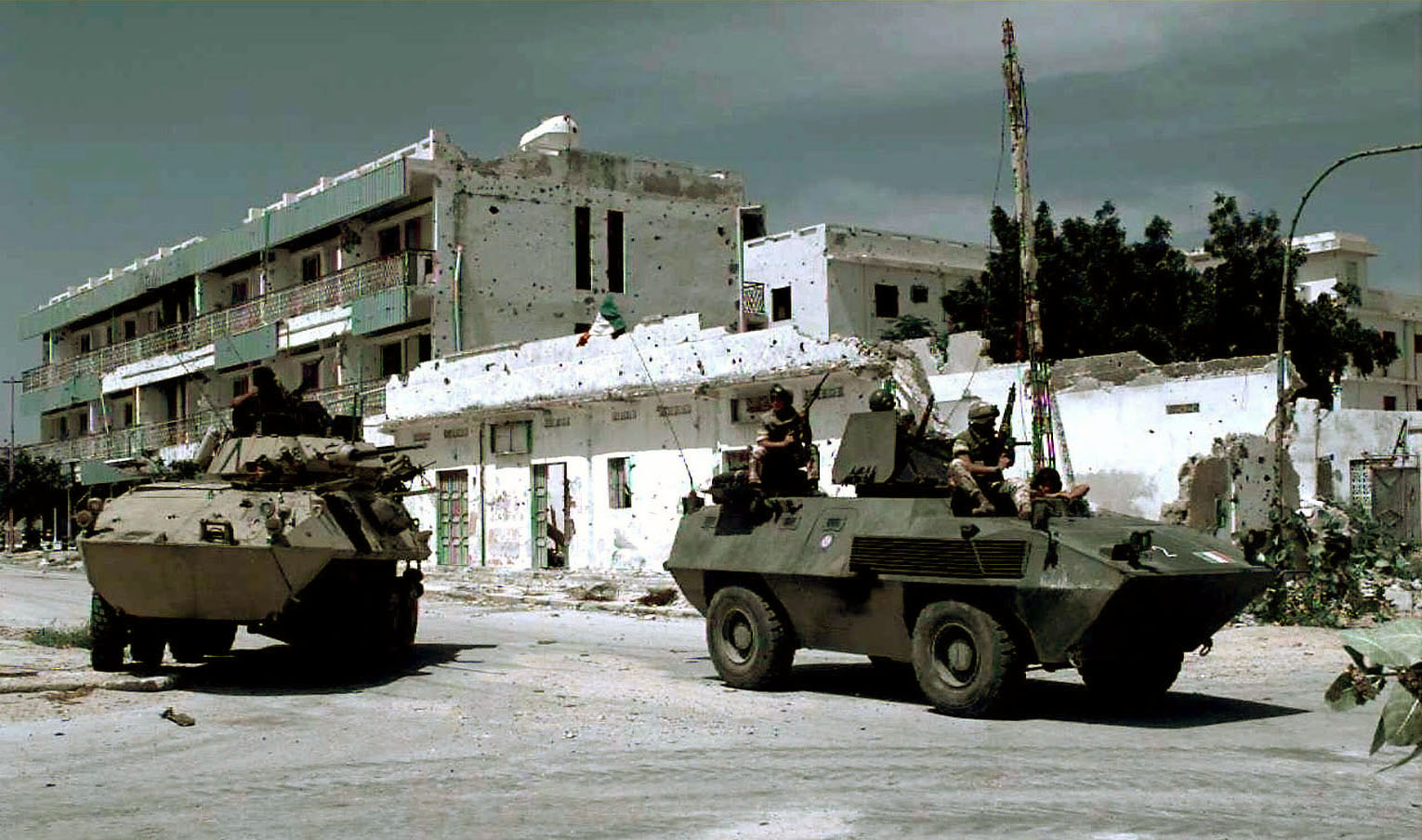
摩加迪休的街頭。

- 以色列軍事部隊空襲大馬士革，其中包括6輛計畫轉交給真主黨的伊朗製征服者-110（英语：Fateh-110）。英國廣播公司（页面存档备份，存于）、《以色列時報（页面存档备份，存于）》
- 敘利亞政府指控以色列透過自由敘利亞軍的協調展開空襲行動。新華社（页面存档备份，存于）、美國廣播公司（页面存档备份，存于）、《紐約時報（页面存档备份，存于）》
- 新人民軍針對西內格羅省斯帕萊（英语：Sipalay）當地的礦場發動攻擊（英语：Communist insurgency in the Philippines），隨之而來的交火造成5名士兵死亡、2人受傷。《菲律賓星報（页面存档备份，存于）》
- 一名自殺攻擊者駕駛裝滿炸藥的汽車衝向正在行經索馬利亞首都摩加迪休的卡達政府車隊並且在炸藥爆炸（英语：War in Somalia (2009–present)）後造成8人死亡，對此伊斯蘭青年黨則聲稱這次行動是由其所策劃的。美國之音
- 孟加拉保卫伊斯兰联盟與伊斯蘭大會黨（英语：Jamaat-e-Islami）在孟加拉國達卡市與警方爆發衝突，最後造成3人死亡、超過200人受傷。《印度教徒報（页面存档备份，存于）》
- 位在坦尚尼亞阿魯沙的一座天主教會教堂遭到引爆，造成1人死亡以及57人受傷。路透社（页面存档备份，存于）
- 叛亂部隊攻擊奈及利亞阿達馬瓦的一座教堂和當地市場，最後有10人遭到殺害。《蒙大拿標準報》

災害事故
- 美國加利福尼亞州海沃德的聖馬提奧-海沃德大橋（英语：San Mateo–Hayward Bridge）上一輛加長型禮車突然起火，最後造成5名困在其中的女子死亡以及4人受傷。Boston.com（页面存档备份，存于）
- 西班牙馬德里舉辦的航空太空展上一架軍用飛機墜毀於地面，造成飛行員當場死亡，另外還有19人受輕重傷。科威特通訊社（页面存档备份，存于）
- 孟加拉國發生的薩瓦區大樓倒塌事故其死亡人數上升至622人。《華盛頓郵報（页面存档备份，存于）》

法律犯罪
- 美國加利福尼亞州東帕羅奧圖的麥當勞餐廳外發生驾车枪击事件，期間造成6人受傷。《哈芬登郵報（页面存档备份，存于）》、《舊金山紀事報（页面存档备份，存于）》

政治選舉
- 馬來西亞大選結束，執政的國民陣線贏得222席國會議席中的多數共133席，保持其統治馬來西亞56年的地位。中央通訊社、英國廣播公司（页面存档备份，存于）、《金融時報（页面存档备份，存于）》
- 庫拉索當地最大政黨主權之人民領導人赫爾明·韋爾斯（英语：Helmin Wiels）遭到暗殺身亡。英國廣播公司（页面存档备份，存于）

科學技術
- 法國軍方在測試M-51潜射弹道导弹飛彈時於半空中自毀而失敗。法國國際廣播電台（页面存档备份，存于）
- 位在美國德克薩斯州奧斯丁的方散式防禦（英语：Defense Distributed）成功生產書世界上第一把以3D列印技術生產並能實際發射子彈的槍械，然而安全官員擔憂這類塑料武器可以躲避機場內的檢測作業。英國廣播公司（页面存档备份，存于）、WGBH-TV（页面存档备份，存于）

體育競賽
- 羅尼·奧沙利文擊敗巴里·霍金斯而贏得2013年司諾克世界錦標賽冠軍。英國廣播公司（页面存档备份，存于）

## 5月6日
武裝衝突
- 阿富汗與巴基斯坦邊境地區爆發小規模的武裝衝突（英语：Afghanistan–Pakistan skirmishes），1名阿富汗邊防警察遭到槍殺，另外還有2名巴基斯坦士兵也受傷。英國廣播公司（页面存档备份，存于）
- 敘利亞反對派在代爾祖爾省擊落了於上空飛行的敘利亞武裝力量直升機，飛機上8人因而喪生。《安克拉治每日新聞[]》
- 瑞士新聞臺在報導中提到聯合國官員「具體地」懷疑敘利亞內戰的叛軍使用了沙林毒氣，之後聯合國發表了回應聲明並且強調並沒有達成任何有關任何一方曾收購或者使用化學武器之證據的正式結論。《紐約時報（页面存档备份，存于）》、英國廣播公司（页面存档备份，存于）
- 伊拉克游擊部隊在伊拉克各地發動襲擊，造成至少10人死亡、26人受傷。新華社（页面存档备份，存于）
- 部署在孟加拉首都達卡市以及其他小島的孟加拉警察（英语：Bangladesh Police）與支持伊斯蘭主義的抗議人士發生衝突，最後進一步造成13人死亡。福斯新聞頻道（页面存档备份，存于）
- 巴基斯坦聯邦直轄部落地區的古勒姆特區在召開伊斯蘭神學者協會（英语：Jamiat Ulema-e-Islam）的政治集會時一枚炸彈突然引爆，造成15人死亡以及50多人受傷。新華社（页面存档备份，存于）

商業經濟
- 沃爾瑪超越艾克森美孚成為財星世界500強之中世界上規模最大以及收入最多的公司。《經濟日報（页面存档备份，存于）》
- 美國銀行同意與保險公司MBIA（英语：MBIA）以16億美元達成和解，以解決兩家公司長期以來關於收購議題的法律爭紛。《紐約時報（页面存档备份，存于）》

生態醫療
- 瑞典一項新發表在《育兒》雜誌的新報告指出孩子的父母多讓幼童吸吮奶嘴可以降低往後過敏的發生機率。《紐約時報（页面存档备份，存于）》

法律犯罪
- 德國政府逮捕了曾在奧斯威辛集中營擔任警衛工作的漢斯·利普奇斯並且指控其犯下了謀殺罪。Google新聞（页面存档备份，存于）、英國廣播公司（页面存档备份，存于）
- 美國聯邦調查局表示在明尼蘇達州蒙得维的亚 (明尼苏达州)逮捕了一名其移動住處藏有槍械與爆裂物的男子，從而瓦解了恐怖攻擊的進行。News24（页面存档备份，存于）
- 美國空軍負責空軍性侵案件預防和應對部門的空軍上校傑夫·克魯欣斯基（Jeff Krusinski）遭指控涉嫌性侵犯他人。ABC News（页面存档备份，存于）
- 一個被他人竊盜的恐龍化石重新歸還給蒙古國。《洛杉磯時報（页面存档备份，存于）》
- 3名失蹤超過10年的女子重新於美國俄亥俄州克里夫蘭被人發現還活著，而52歲的阿里埃爾·卡斯特羅（Ariel Castro）則隨即遭到拘押。《衛報（页面存档备份，存于）》、News Limited（页面存档备份，存于）
- 美國歌手勞倫·希爾因為逃稅而被判處3個月的有期徒刑。《哈芬登郵報（页面存档备份，存于）》

政治選舉
- 歷時40天的葵青貨櫃碼頭工潮結束，成為香港戰後最長的一次工人運動。英國廣播公司（页面存档备份，存于）、路透社（页面存档备份，存于）
- 曾經任職長達7年的前義大利總理朱利奧·安德烈奧蒂在羅馬逝世，享年94歲。英國廣播公司（页面存档备份，存于）
- 美國參議院通過網路營業稅法案。《新聞領導報》

體育競賽
- 羅尼·奧沙利文擊敗巴里·霍金斯而贏得2013年司諾克世界錦標賽冠軍。BBC（页面存档备份，存于）

## 5月7日
- 以色列戰機襲擊敘利亞西南部近大馬士革的多處目標。BBC（页面存档备份，存于）, NBC News（页面存档备份，存于）, CNN（页面存档备份，存于）
- 愛沙尼亞發射其第一顆人造衛星ESTCube-1，這也是世界上第一顆裝備有電動帆的人造衛星。BBC（页面存档备份，存于）
- 墨西哥埃卡特佩克莫雷洛斯的一輛油罐車因為失控撞向多輛汽車與住宅並發生爆炸，造成超過30人死亡。英國廣播公司（页面存档备份，存于）
- 研究人員發現在歐亞大陸北部的語言主要來自15,000年前的總語系歐亞語系。洛杉磯時報（页面存档备份，存于）、新科學人（页面存档备份，存于）

## 5月8日
武裝衝突

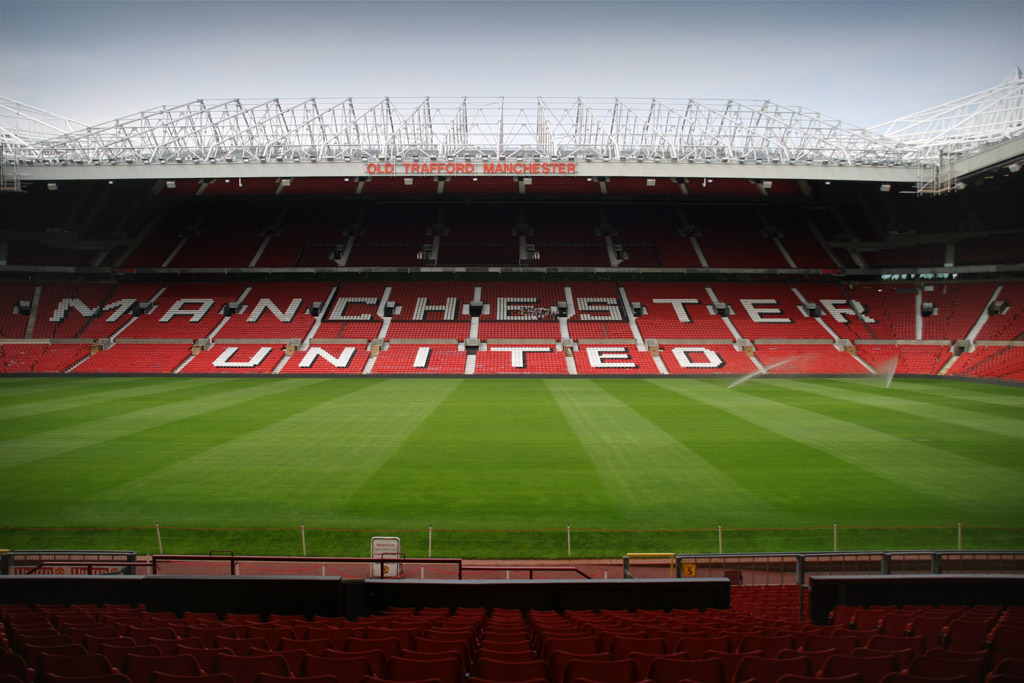
位於英格蘭大曼徹斯特郡的老特拉福德球场。

- 巴基斯坦西北戰爭的叛亂份子以自殺攻擊的方式嘗試炸毀巴基斯坦西北部本努縣的一個警局，造成至少2人死亡、20人受傷。自由歐洲電台（页面存档备份，存于）
- 索馬利亞戰事（英语：War in Somalia (2009–present)）期間，索馬利亞首都摩加迪休發生數起自殺式炸彈襲擊事件，隨後伊斯蘭青年黨武裝份子和索馬利亞武裝部隊（英语：Somali Armed Forces）交火，最終造成19人死亡。新華社（页面存档备份，存于）
- 智利各地主要城市發起數十萬人規模、要求獲得免費教育的抗議活動，但是隨後示威人士與警方爆發激烈衝突。英國廣播公司（页面存档备份，存于）
- 已經宣布達成停火協議的庫爾德工人黨開始撤離土耳其境內。英國廣播公司（页面存档备份，存于）

藝術文化
- 史蒂芬·霍金和其他資深學者（英语：Academic boycotts of Israel）在協商過後宣布將杯葛隔天於耶路撒冷舉辦的2013年年度以色列總統會議（英语：Israeli Presidential Conference）。英國廣播公司（页面存档备份，存于）

災害事故
- 印度北部喜馬偕爾邦一輛超載公共汽車掉進水流湍急的比亞斯河，造成33人死亡。英國廣播公司（页面存档备份，存于）、新華社（页面存档备份，存于）
- 孟加拉國發生的薩瓦區大樓倒塌事故其死亡人數已經上升至823人。有線電視新聞網（页面存档备份，存于）

國際關係
- 聯合國任命澳洲高等法院法官邁克·科比（英语：Michael Kirby (judge)）率領三人小組負責調查北韓對於違反人權之指控。英國廣播公司（页面存档备份，存于）
- 世界貿易組織表示將由羅伯托·阿澤維多擔任下一屆世界貿易組織總幹事，預定在5月14日特別會議結束後由總理事會正式宣布，並且於 2013年9月1日正式生效。路透社（页面存档备份，存于）、《衛報（页面存档备份，存于）》、《華爾街日報（页面存档备份，存于）》

法律犯罪
- 法國、比利時和瑞士警方拘捕了超過20位涉嫌參與布魯塞爾機場鑽石劫掠案（英语：Brussels Airport diamond heist）的成員。《華爾街日報（页面存档备份，存于）》
- 義大利上訴法院（英语：Judiciary of Italy）決定維持義大利總理西爾維奧·貝魯斯柯尼涉嫌逃稅並判處4年監禁的決定。《麥克林雜誌》
- 美國亞利桑那州法院裁定裘蒂·阿瑞亞絲（Jodi Arias）其謀殺前任男友崔佛斯·亞歷山大（英语：Travis Alexander）的行為已經犯下一級謀殺罪。英國廣播公司（页面存档备份，存于）
- 阿里埃爾·卡斯特羅（Ariel Castro）因為涉嫌在2013年俄亥俄州克里夫蘭綁架案中綁架並強姦3名女子而遭到起訴。路透社（页面存档备份，存于）
- 82歲的修女梅根·賴斯（英语：Megan Rice）和另外兩人因為擅闖田納西州的Y-12國家安全大樓而被判處有罪。美聯社（页面存档备份，存于）

政治選舉

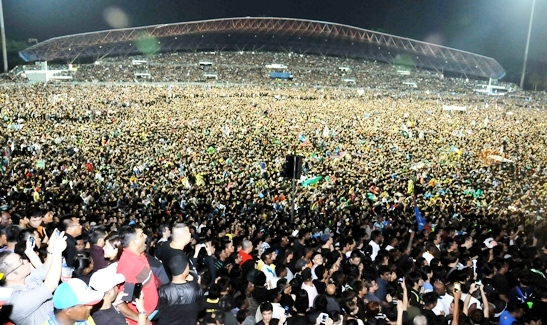
超过12万人聚集在马来西亚雪兰莪州格拉纳再也体育馆举行示威，抗议2013年马来西亚大选不公，质疑纳吉·阿都拉萨领导的执政党国阵在选举中舞弊

- 印度國民大會黨在印度卡納塔克邦的立法大會選舉（英语：Karnataka Legislative Assembly election, 2013）中獲得明確多數的席次。NDTV（页面存档备份，存于）
- 英國保守黨原本在2012年11月因為於議會時間參與電視真人秀節目而撤除黨籍的國會議員娜汀·多里斯重新入黨。英國廣播公司（页面存档备份，存于）
- 超过12万人聚集在马来西亚雪兰莪州格拉纳再也体育馆举行示威，抗议马来西亚大选不公，质疑纳吉·阿都拉萨领导的执政党国阵在选举中舞弊。

體育競賽
- 英格蘭足球超級聯賽曼徹斯特聯足球俱樂部主帥亞歷克斯·弗格森宣佈在2012–13賽季英格蘭超級聯賽結束後後退休，也終止其長達27年、共贏得38座獎盃的足球教練生涯。曼徹斯特聯足球俱樂部（页面存档备份，存于）、BBC體育（页面存档备份，存于）

## 5月9日
武裝衝突

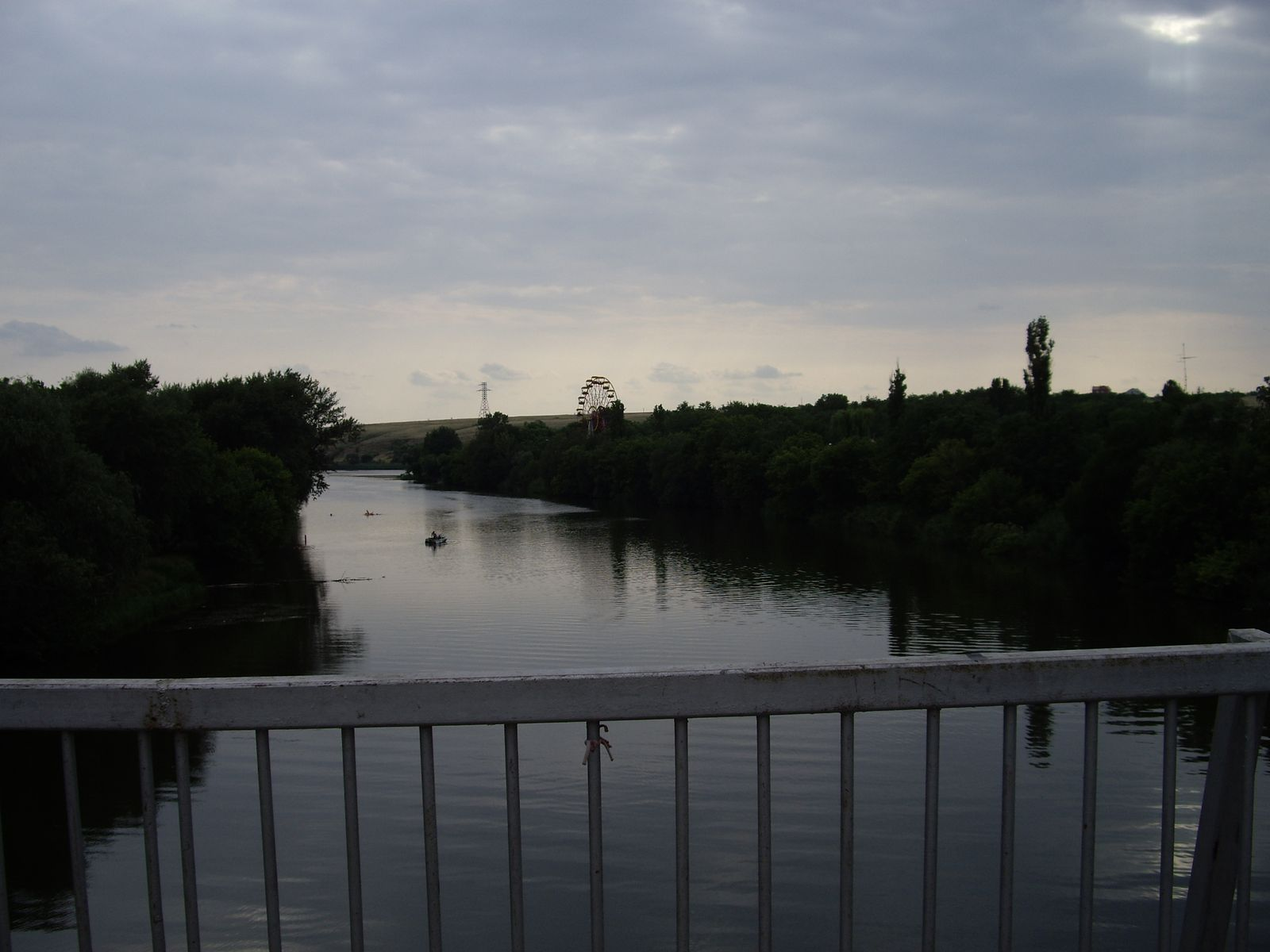
白卡利特瓦的卡利特瓦河。

- 2013年巴基斯坦大選前兩天，前巴基斯坦總理優素福·拉扎·吉拉尼的兒子阿裏·海德爾·吉拉尼（Ali Haider Gillani）遭到不明槍手於木爾坦綁架。英國廣播公司（页面存档备份，存于）
- 印尼國家警政署（英语：Indonesian National Police）擊斃7名試圖對爪哇島展開恐怖襲擊的嫌疑犯，其中據稱目標之一是炸毀斯里蘭卡的大使館。《喀拉蚩新聞報（页面存档备份，存于）》
- 疑似來自蘇丹的象牙盜獵者（英语：Ivory trade）在僧伽-多基国家公园的中非共和國、喀麥隆與剛果共和國獵殺數目不詳的大象。英國廣播公司（页面存档备份，存于）
- 臺灣漁船「廣大興28號」在巴士海峽上的臺灣與菲律賓重疊經濟海域遭菲律賓公務船攻擊，造成1名船員死亡。中央通訊社

災害事故
- 俄羅斯羅斯托夫州一輛載滿燃料的火車出軌並且引發大火，最後造成1人失蹤、27人受傷以及3,000人被迫疏散。今日俄羅斯（页面存档备份，存于）
- 孟加拉國發生的薩瓦區大樓倒塌事故其死亡人數已經上升至1,006人，處了使得這次事故成為孟加拉最嚴重的工業事故外，也是人類近代歷史中最為致命的倒塌意外（英语：List of accidents and disasters by death toll）。亞洲新聞台

國際關係
- 作為上週被關押於巴基斯坦的薩拉布吉特·辛格遭到攻擊死亡，巴基斯坦激進份子薩納爾·拉哈克（英语：Sanaullah Haq）於印度監獄內遭到毆打。路透社（页面存档备份，存于）

法律犯罪
- 媒體首次透露在今年2月時有駭客透過全世界各地的自動櫃員機其關於債務系統的缺陷而竊取了4,500萬美元。福斯新聞頻道（页面存档备份，存于）、《紐約時報（页面存档备份，存于）》

政治選舉
- 澳洲政府宣布依據《澳洲聯邦憲法》的內容將承認各個澳大利亞地方政府所舉辦的澳洲公民投票（英语：Referendums in Australia），並且可以於9月14日舉辦的2013年澳洲聯邦大選中同時進行。《The Australian（页面存档备份，存于）》

體育競賽
- 艾佛頓足球俱樂部教練大衛·莫耶斯確認將接任亞歷克斯·弗格森退休後的曼徹斯特聯足球俱樂部。BBC體育（页面存档备份，存于）
- 曾獲得兩屆奧林匹克運動會獎牌的安德魯·辛普森和其所屬的瑞典阿蒂米斯隊（英语：Artemis Racing）為了準備2013年美洲杯帆船賽（英语：2013 America's Cup）而於舊金山灣練習，但是在航行途中辛普森因為意外而身亡。《舊金山紀事報（页面存档备份，存于）》

## 5月10日
武裝衝突

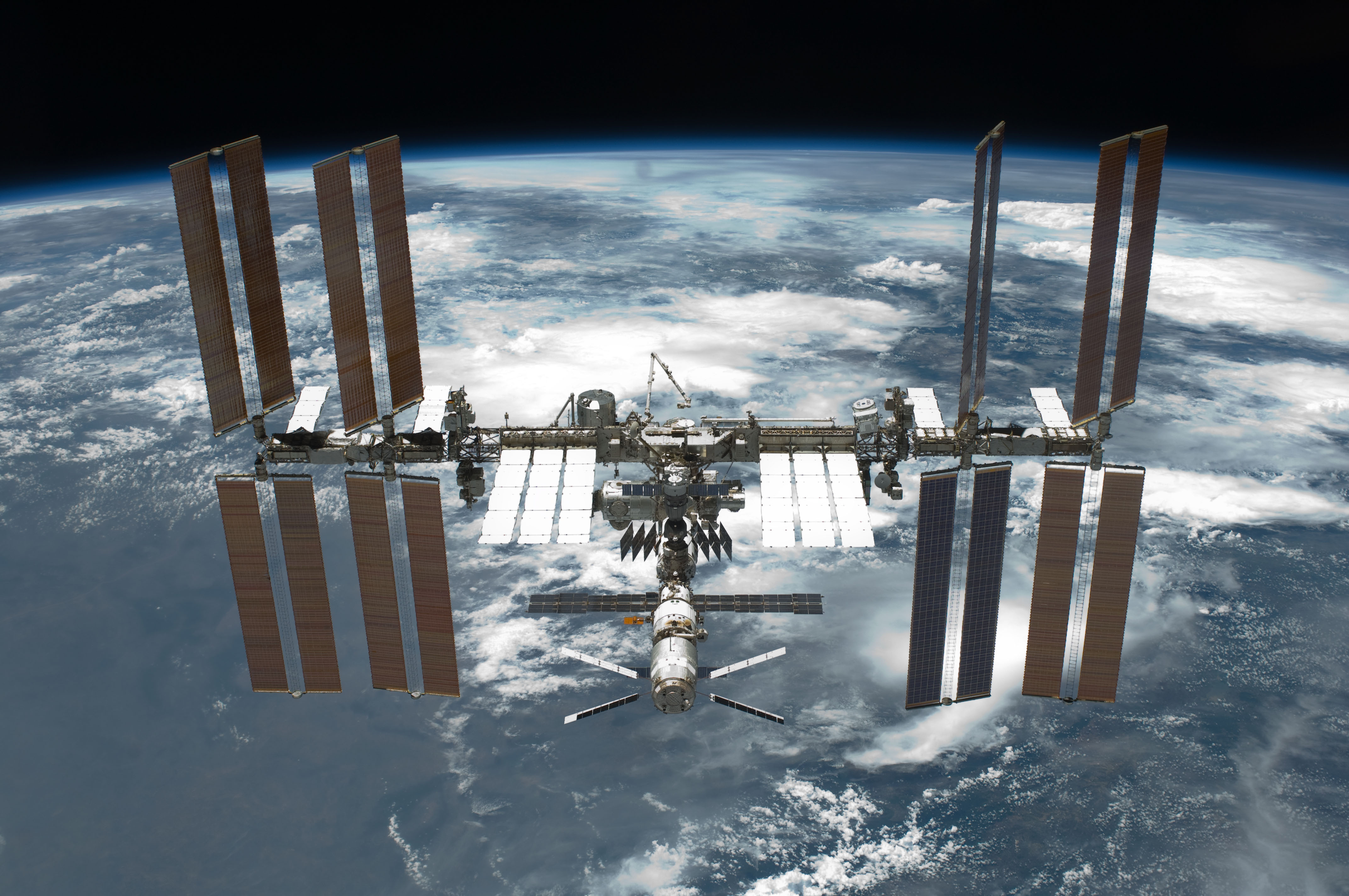
國際太空站。

- 利比亞東部城市班加西2個警察局外發生爆炸事件。路透社（页面存档备份，存于）
- 在敘利亞反政府武裝組織綁架菲律賓部署的4名維和部隊成員後，菲律賓外交部部長艾伯特·德爾·羅薩里奧表示希望能自戈蘭高地撤出菲律賓部隊。《海峽時報（页面存档备份，存于）》
- 涉嫌參與2013年波士頓馬拉松爆炸案的塔米爾南·沙尼耶夫被安葬在位於美國維吉尼亞州多思威勒（英语：Doswell, Virginia）的公墓中。News24（页面存档备份，存于）

災害事故
- 孟加拉國發生的薩瓦區大樓倒塌事故其死亡人數已經上升至1,042人，不過仍然有很多人下落不明。BD Today
- 在薩瓦區大樓倒塌事故發生過後17天，润斯曼·拜格姆（Reshma Begum）被發現仍然倖存且順利救出。《The Miami Herald》

國際關係
- 在菲律賓海岸防衛隊在巴士海峽爭議海域開槍擊斃1名臺灣漁民後，中華民國政府要求菲律賓道歉。英國廣播公司（页面存档备份，存于）

法律犯罪
- 涉嫌參與2013年波士頓馬拉松爆炸案的沙尼耶夫兄弟可能還參與了2011年9月11日於美國麻薩諸塞州沃爾瑟姆的3人兇殺案，其中死者之一的布倫丹·麥斯（Brendan Mess）曾經與塔米爾南·沙尼耶夫同為室友。ABC News（页面存档备份，存于）
- 僧伽-多基国家公园的中非共和國管理人員確定5月9日時盜獵者一共擊殺了26頭象，其中4頭是幼象。《衛報（页面存档备份，存于）》
- 一名美國德克薩斯州韋斯特的醫護人員因為持有爆炸裝置（英语：Explosive device）而遭到逮捕，但是警方並不確定是否與4月發生的德州化肥廠爆炸事件有所關連。News24（页面存档备份，存于）
- 瓜地馬拉法庭裁定前軍事領導人暨獨裁者埃弗拉因·里奧斯·蒙特其種族滅絕和戰爭罪成立，並且判處80年有期徒刑。有線電視新聞網（页面存档备份，存于）、英國廣播公司（页面存档备份，存于）、中央通訊社

科學技術
- 國際太空站機組成員準備展開緊急艙外活動以解決作為冷卻劑的氨不斷外泄的問題。美國國家航空暨太空總署（页面存档备份，存于）、NASAspaceflight.com（页面存档备份，存于）、NASAspaceflight.com（页面存档备份，存于）
- 地球大氣層中的二氧化碳含量達到百萬分之400，這是自上新世以來的最高記錄。《紐約時報（页面存档备份，存于）》、《科學美國人（页面存档备份，存于）》、《衛報（页面存档备份，存于）》、英國廣播公司（页面存档备份，存于）、《雪梨晨鋒報（页面存档备份，存于）》

## 5月11日
武裝衝突
- 巴基斯坦西北戰爭的叛亂份子在喀拉蚩的人民民族黨辦公室安置炸彈，最後炸彈爆炸並造成11人死亡。News Limited（页面存档备份，存于）
- 參與敘利亞內戰的武裝份子在敘利亞邊界旁土耳其城市雷伊漢勒發動2013年雷伊漢勒爆炸案，造成43人死亡、100多人受傷。今日俄羅斯（页面存档备份，存于）
- 迦納民眾在義大利米蘭所舉辦的狂歡節中隨機在街頭攻擊行人，造成1人死亡、4人受輕重傷。News24（页面存档备份，存于）

商業經濟
- 英國財政大臣喬治·奧斯本提到七大工业国组织的財政部部長與中央銀行官員必須共同打擊逃稅者。英國廣播公司（页面存档备份，存于）

災害事故
- 伊朗南部發生芮氏地震規模6.2的地震，並有部分傷亡和財產損失報告傳出。AsiaOne（页面存档备份，存于）
- 印度米佐拉姆邦艾藻爾發生滑坡意外，造成至少8人死亡、25人受傷和11人失踪。《印度快報（页面存档备份，存于）》

法律犯罪
- 美國警方針對在加利福尼亞州沙斯塔縣涉嫌殺害自己妻子與兩個孩子的丈夫展開搜捕行動（英语：Manhunt (law enforcement)）。福斯新聞頻道（页面存档备份，存于）
- 埃及法院重審前任埃及總統穆罕默德·胡斯尼·穆巴拉克在開羅涉嫌共謀殺害參與2011年埃及革命的抗議者。半島電視台（页面存档备份，存于）

政治選舉
- 儘管巴基斯坦塔利班運動揚言發動攻擊並且已經造成24人死亡，巴基斯坦民眾前往投票的人數仍然是創下新高。News Limited（页面存档备份，存于）
- 納瓦茲·謝里夫領導的巴基斯坦穆斯林聯盟成功於2013年巴基斯坦國會選舉獲得勝利，但是在並沒有在議會中贏得絕對多數的席次。ABC News（页面存档备份，存于）
- 加拿大國會上議院議員、同時也擔任加拿大保守黨競選主任的道格·芬利（英语：Doug Finley）因為癌症逝世。CTV電視網（页面存档备份，存于）

體育競賽
- 美國選手麥特·肯瑟斯（英语：Matt Kenseth）在全國運動汽車競賽協會於達林頓賽道（英语：Darlington Raceway）舉辦的2013年Bojangles' Southern 500（英语：2013 Bojangles' Southern 500）贏得冠軍。《今日美國（页面存档备份，存于）》
- 英格蘭足球選手賓·屈臣在溫布利球場舉辦的英格蘭足總盃決賽（英语：2013 FA Cup Final）成功將球踢進球門，最後由維根競技足球俱樂部以1比0擊敗曼徹斯特城足球會。《衛報（页面存档备份，存于）》
- 2012年至2013年德國足球甲級聯賽結束後，德國拜仁慕尼黑足球會所創下的最高得分、最高客場進球數等資料紛紛收錄在聯邦聯賽紀錄之中。路透社（页面存档备份，存于）
- 巴塞隆納足球俱樂部贏得2012–13賽季西班牙足球甲級聯賽冠軍，這也是其在西班牙足球界連續5年來第四次奪得西班牙甲組足球聯賽的冠軍。BBC體育（页面存档备份，存于）

## 5月12日
武裝衝突

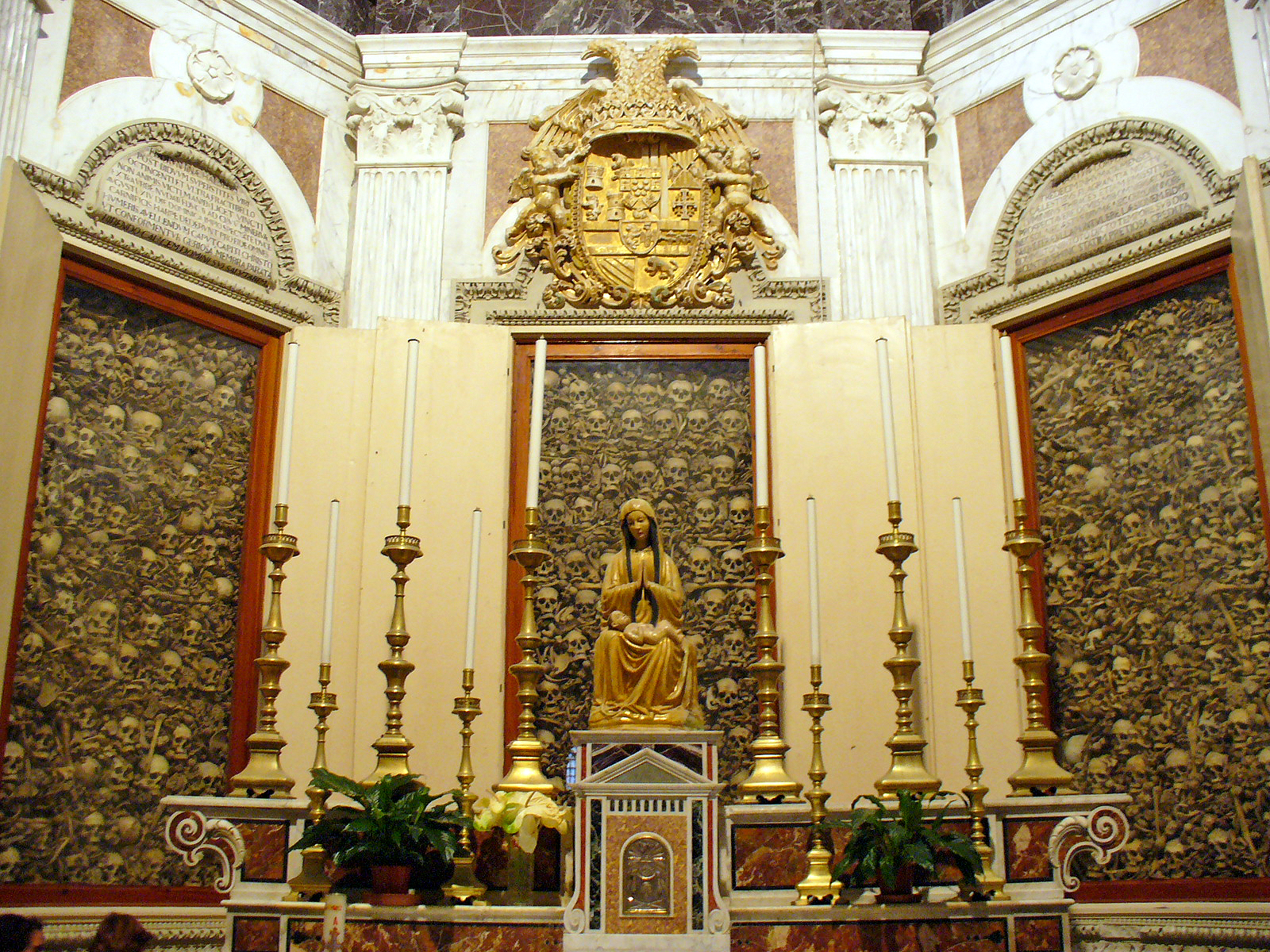
奧特朗托烈士的骸骨。

- 於5月7日遭到敘利亞內戰叛軍俘虜的4名菲律賓籍聯合國維持和平部隊成員獲得釋放。《洛杉磯時報（页面存档备份，存于）》

災害事故
- 孟加拉國發生的薩瓦區大樓倒塌事故其死亡人數已經上升至1,126人，同時仍然有很多人下落不明，這使得其成為人類歷史上死傷人數排名第三的工業事故（英语：List of accidents and disasters by death toll）。新華社
- 中國四川省發生礦難事故，造成至少28人死亡。有線電視新聞網（页面存档备份，存于）

生態醫療
- 美國北卡羅來納州估計有超過10億隻的周期蟬即將出現。Design & Trend
- 世界衛生組織宣布可能出現能夠人傳人接觸感染的新型冠狀病毒。英國廣播公司（页面存档备份，存于）

法律犯罪
- 美國路易斯安那州紐奧良的母親節遊行上發生槍擊事件，造成14人受傷。《時代瑣聞報（页面存档备份，存于）》
- 美國印第安納州韋恩斯維爾發生4人凶殺案。有線電視新聞網（页面存档备份，存于）
- 美國加利福尼亞州瓦利斯普林斯逮捕一名涉嫌刺殺其8歲妹妹的12歲男童。福斯新聞頻道（页面存档备份，存于）
- 英國通緝犯安德魯·莫蘭（Andrew Moran）在西班牙白色海岸遭到逮捕。英國廣播公司（页面存档备份，存于）

政治選舉
- 部分報導表示納瓦茲·謝里夫極有可能再度成為巴基斯坦總理，不過實際上2013年巴基斯坦國會選舉後沒有政黨在342席位的國民議會中獲得絕對多數的地位。半島電視台（页面存档备份，存于）
- 保加利亞舉辦國民議會選舉，其中博伊科·鮑里索夫為首的保加利亞歐洲發展公民黨獲得30％至32％的選票，而復出的謝爾蓋·斯塔尼舍夫與以其為首的保加利亞社會黨則獲得26％至28％的選票。儘管雙方都設法獲得絕大多數民眾的支持，然而分析師預測低投票率以及經濟困境將使得保加利亞仍陷入政治僵局中。英國廣播公司（页面存档备份，存于）、半島電視台（页面存档备份，存于）

宗教慶典
- 方濟各向榮休教宗本篤十六世以及天主教會提出將813位因為拒絕皈依伊斯蘭教而遭鄂圖曼帝國處死的奧特朗托烈士（英语：Martyrs of Otranto）封為聖人，這也是獲封聖人數最多的一次。《亞特蘭大（页面存档备份，存于）》、《The Plain Dealer》

科學技術
- 紐約州立大學水牛城分校在測量屬於食蟲植物狸藻屬的絲葉狸藻其已知最小的多細胞植物脫氧核糖核酸序列，發現絲葉狸藻缺乏非編碼DNA以及其他編碼蛋白質。Design & Trend（页面存档备份，存于）

體育競賽
- 法國巴黎聖日耳曼足球俱樂部在2012年至2013年法國足球甲級聯賽贏得其第三座法國甲組足球聯賽冠軍，這也是該隊自1994年以來再度奪下該足球冠軍。BBC體育（页面存档备份，存于）
- 曼徹斯特聯足球俱樂部在老特拉福德球场上以2比1打敗斯旺西城足球俱樂部，這也是曾指揮拿下20座英格蘭足球超級聯賽冠軍的亞歷克斯·弗格森所帶領的最後一次球賽。半島電視台（页面存档备份，存于）
- 英格蘭足球中場老將保羅·斯科爾斯宣佈於球季結束後再度退役。半島電視台（页面存档备份，存于）
- 曾被列入國家美式足球聯盟職業美式足球名人堂的運動員杰克·巴特勒（英语：Jack Butler (American football)）逝世，享年85歲。《紐約時報（页面存档备份，存于）》

## 5月13日
武裝衝突

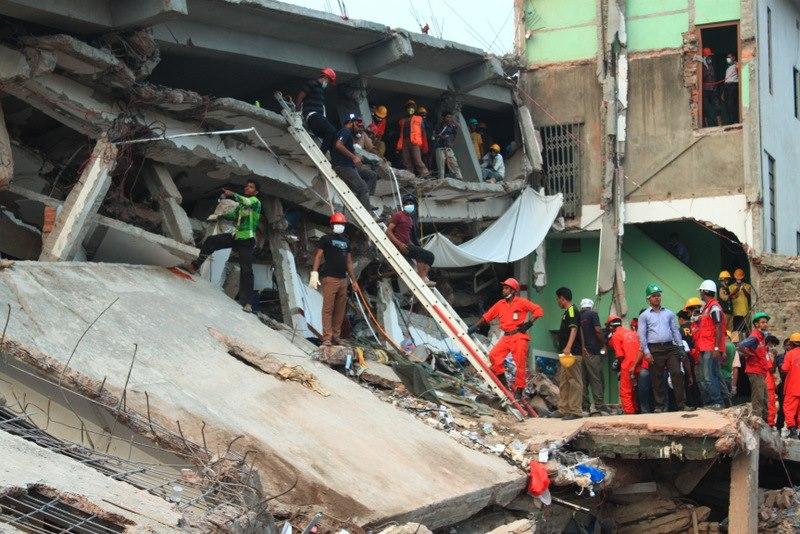
2013年孟加拉國薩瓦區大樓倒塌事故的救援團隊。

- 利比亞班加西某醫院附近發生汽車炸彈爆炸（英语：Aftermath of the Libyan civil war），造成至少9人死亡。英國廣播公司（页面存档备份，存于）
- 阿富汗戰爭叛亂部隊針對在赫爾曼德省的駐阿富汗國際維和部隊基地發動大規模攻擊，造成3名喬治亞士兵死亡以及數人受傷。Civil Georgia（页面存档备份，存于）

藝術文化
- 位於貝里斯、有2,300年歷史的馬雅文明金字塔遺址諾莫古蹟（英语：Nohmul）遭到一家建築公司為了製造填充道路的砂石而被摧毀。福斯新聞頻道（页面存档备份，存于）
- 曾於美國廣播公司主持節目長達25年的美國媒體人芭芭拉·沃爾特斯宣布於2014年退休。ABC News（页面存档备份，存于）

商業經濟
- 首架空中巴士A350XWB客機完成塗裝，將展開一連串試飛測試。有線電視新聞網（页面存档备份，存于）
- 由密西根州所任命的緊急財務經理凱文·奧爾（英语：Kevyn Orr）發表報告指出底特律「在現金流量的基礎上很明顯是資不抵債」。英國廣播公司（页面存档备份，存于）

災害事故
- 一架軍用飛機墜毀在葉門首都沙那的住宅區。新華社（页面存档备份，存于）
- 孟加拉國發生的薩瓦區大樓倒塌事故的搜索行動宣告結束，其中共找出1,127名死者。CTV電視網（页面存档备份，存于）

國際關係
- 緬甸國家電視台宣布緬甸總統登盛宣布將第一次次正式訪問美國，這也是緬甸50年以來首位如此宣布的總統。ABC News

法律犯罪
- 美聯社表示巴拉克·歐巴馬政府（英语：Presidency of Barack Obama）長期不斷地秘密截聽各個辦公室與記者的通話紀錄，但是美國司法部拒絕提供如此作為的理據，美聯社對此譴責表示對於新聞蒐集產業而言已經是「前所未有的大規模入侵舉動」路透社（页面存档备份，存于）、《每日電訊報（页面存档备份，存于）》、《衛報（页面存档备份，存于）》。
- 墨西哥墨西哥城警方逮捕了兩名涉嫌在5月9日殺害麥爾坎·X孫子麥爾坎·沙巴茲（英语：Malcolm Shabazz）的男子。全國公共廣播電台（页面存档备份，存于）
- 美國賓夕法尼亞州法院裁定墮胎醫生克米特·戈斯內爾（英语：Kermit Gosnell）犯下3起新生兒謀殺案、過失殺人等其他罪名。《華盛頓郵報（页面存档备份，存于）》、英國廣播公司（页面存档备份，存于）
- 美國財政部開始調查彭博新聞社記者為何有權審閱投資銀行客戶、乃至於美國聯邦儲備局主席班·柏南克與美國財政部長提摩西·F·蓋特納的財務資料。《紐約時報（页面存档备份，存于）》、英國廣播公司（页面存档备份，存于）

政治選舉
- 美國明尼蘇達州參議院通過同性婚姻法案，明尼蘇達州州長馬克·代頓宣布有意為法案進行簽署。ABC News（页面存档备份，存于）
- 菲律賓展開菲律賓眾議院（英语：Philippine House of Representatives elections, 2013）與菲律賓參議院選舉（英语：Philippine Senate election, 2013），對此菲律賓警方加強人力巡邏。ABS-CBN公司（页面存档备份，存于）
- 印度國民大會黨黨員席達拉邁亞（英语：Siddaramaiah）宣誓就任成為第22任卡納塔克邦首長（英语：List of Chief Ministers of Karnataka）。Zee News（页面存档备份，存于）
- 加拿大紐芬蘭與拉布拉多拉布拉多選區（英语：Labrador (electoral district)）補選由加拿大自由黨推舉的伊芳·瓊尼斯（英语：Yvonne Jones）擊敗加拿大保守黨推薦的彼得·佩納舒（英语：Peter Penashue），這次選舉也被視為社會對於新任自由黨黨魁賈斯汀·杜魯道的測試。CBC News（页面存档备份，存于）、CTV電視網（页面存档备份，存于）

體育競賽
- 由於表現不佳且無法帶領球隊奪得英格蘭足球超級聯賽或者是英格蘭足總盃冠軍，曼徹斯特城足球會決定辭退羅貝托·曼奇尼擔任足球教練。BBC體育（页面存档备份，存于）

## 5月14日
武裝衝突

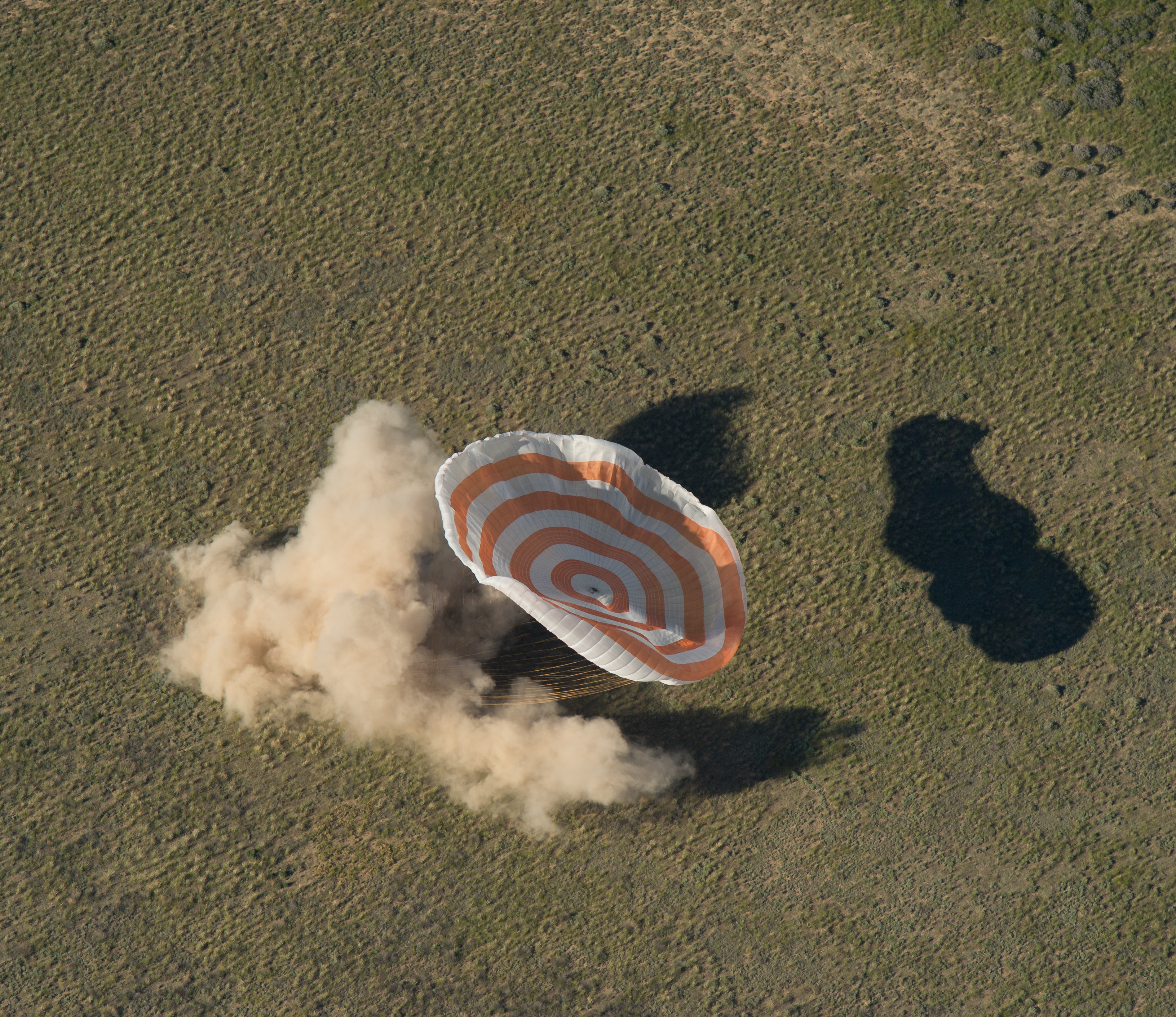
遠征35聯盟號宇宙飛船降落地面。

- 塔利班殺死了4名正在阿富汗堪達哈省巡邏的美軍士兵。英國廣播公司（页面存档备份，存于）
- 奈及利亞總統古德勒克·喬納森宣布為了因應伊斯蘭主義發起的叛亂行動，阿達馬瓦、博爾諾州以及約貝州進入緊急狀態。《休斯敦紀事報》

藝術文化
- 美國著名女演員安潔莉娜·裘莉由於家族過去有乳癌病史，決定接受乳房切除術。《今日美國（页面存档备份，存于）》

商業經濟
- 希臘公務人員展開長達24小的罷工行動，對此希臘政府表示建議動用緊急權力停權涉及破壞大學考試的爭議教師。美國廣播公司（页面存档备份，存于）

災害事故
- 費利浦·麥克莫蘭銅金公司在印度尼西亞巴布亞省的格拉斯伯格銅礦場發生隧道倒塌意外，30名工人受困其中。
- 搭載100多名羅興亞人的船隻因為遭遇暴風而在緬甸外海翻覆，最後只剩42人倖存。《華爾街日報（页面存档备份，存于）》

法律犯罪
- 一名涉嫌招募俄羅斯情報人員的中央情報局海外探員在莫斯科被捕。英國廣播公司（页面存档备份，存于）、天空新聞台（页面存档备份，存于）
- 美國法院裁定印度製藥公司兰伯西涉嫌將假藥送至美國銷售，並且要求須繳交500萬美元的罰金。Google新聞
- 被裁定為殺人犯的墮胎醫生克米特·戈斯內爾（英语：Kermit Gosnell）決定認罪，藉此來換取不能夠假釋的終身監禁知可能。有線電視新聞網（页面存档备份，存于）
- 美國國家稅務局坦承過去曾經針對美國境內的保守團體實施較為嚴格的審查標準。福斯新聞頻道（页面存档备份，存于）

政治選舉
- 加拿大不列顛哥倫比亞的選民為各個政黨所提名的不列顛哥倫比亞省省議會候選人進行票選（英语：British Columbia general election, 2013）。CTV電視網（页面存档备份，存于）
- 前菲律賓總統約瑟夫·艾斯特拉達宣布當選成為首都馬尼拉市長。News 12 Brooklyn[]
- 英國保守黨提出關於歐洲聯盟相關政策的草案，期望能在2017年時能夠藉由公民投票的方式決定英國是否退出歐洲聯盟。英國廣播公司（页面存档备份，存于）
- 肯亞當地抗議者於肯亞國會前放出豬隻以象徵該國議員的貪污行徑。Google新聞（页面存档备份，存于）
- 巴西成為第十五個允許同性婚姻的國家。《哈芬登郵報（页面存档备份，存于）》

科學技術
- 搭載有加拿大太空人克里斯·哈德菲爾德、美國太空人托馬斯·馬什本（英语：Thomas Marshburn）和俄羅斯太空人罗曼·罗曼年科的遠征35（英语：Expedition 35）聯盟號宇宙飛船自國際太空站安全降落到哈薩克空地上。《太陽先驅報》

## 5月15日
武裝衝突

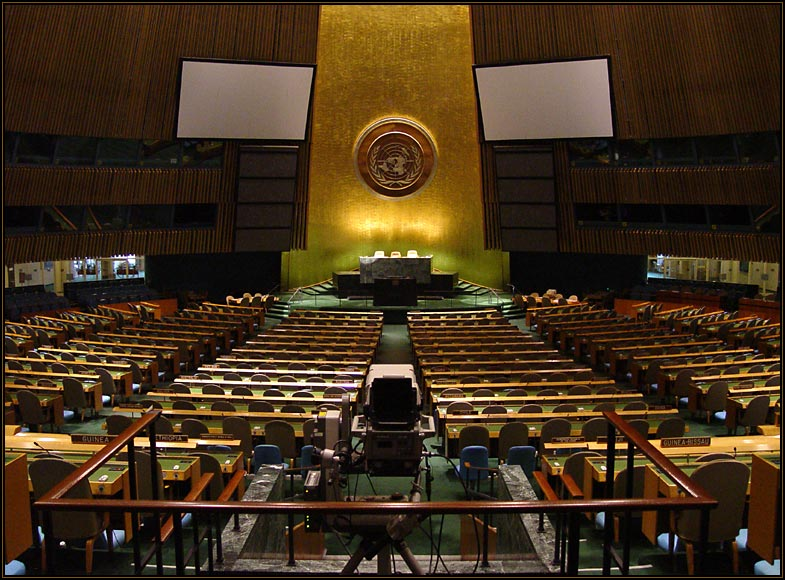
聯合國大會會議廳。

- 一名槍手使用消聲武器襲擊位於巴格達西部至少9家酒類飲品專賣店，造成12人死亡。半島電視台（页面存档备份，存于）
- 伊拉克游擊部隊在伊拉克北部和巴格達內的什葉派區域放置炸彈並造成35人死亡，其中有3人為伊拉克警察。路透社（页面存档备份，存于）
- 敘利亞內戰的叛軍針對位在敘利亞北部城市阿勒頗的一所監獄發動攻勢。英國廣播公司（页面存档备份，存于）
- 剛果民主共和國的叛亂部隊攻擊部署在貝尼的軍事基地並造成至少31人死亡，其中包括有23名馬伊馬伊成員以及3名剛果民主共和國軍人（英语：Military of the Democratic Republic of the Congo）。路透社（页面存档备份，存于）

藝術文化
- 計畫自西雅圖以盤扭足球的方式募集慈善基金、最後目標是抵達巴西的美國平面設計師理查·史瓦森（Richard Swanson）在奧勒岡州的路上被一輛皮卡撞死。全國公共廣播電台（页面存档备份，存于）
- 2013年年度第66屆坎城影展以《大亨小傳》作為開幕片。《衛報（页面存档备份，存于）》
- 計畫由地方政府監督進行、預計花費2億英鎊和5年時間的松林制片厂擴增計畫遭到否決。英國廣播公司（页面存档备份，存于）

商業經濟
- 一名美國喬治亞州人士宣稱已經發現可口可樂的調配秘方，並且以1,500萬美元的價格在eBay商品區上販售指南。《時代（页面存档备份，存于）》eBay（页面存档备份，存于）
- 歐元區連續6季陷入負成長狀態，其中包括法國、義大利和西班牙都陷入負成長，而德國則是增長力道減弱。英國廣播公司（页面存档备份，存于）、News Limited（页面存档备份，存于）
- 英格蘭銀行在對英國經濟做出評估後認為其通貨膨脹下降的速度可能比先前預期的還要來得快。英國廣播公司（页面存档备份，存于）

災害事故
- 馬哈山熱帶氣旋造成斯里蘭卡至少7人死亡以及近4,000多人失去家園，而在其可能路徑的緬甸和孟加拉國政府開始提前做出準備。路透社（页面存档备份，存于）
- 美國德克薩斯州格蘭伯里出現龍捲風，造成數人死亡、100多人受傷。有線電視新聞網（页面存档备份，存于）

國際關係
- 北極理事會批准日本、義大利、新加坡、印度、南韓和中國以觀察員國家的身分加入。《紐約時報（页面存档备份，存于）》、英國廣播公司（页面存档备份，存于）
- 聯合國大會通過譴責敘利亞政府侵犯人權行為的決議。半島電視台（页面存档备份，存于）

法律犯罪
- 美國亞利桑那州陪審團認為上個禮拜裁定犯下一級謀殺的裘蒂·阿瑞亞絲（英语：Travis Alexander）應該判處死刑或者是不得假釋出獄的無期徒刑。國家廣播公司（页面存档备份，存于）
- 美國菸酒槍炮及爆裂物管理局表示目前仍沒有證據顯示4月時在韋斯特造成15人死亡的美國德州化肥廠爆炸事件是由於炸彈爆炸所引起的。國家廣播公司（页面存档备份，存于）

政治選舉
- 美國國家稅務局代理局長史蒂文·米勒（Steven Miller）由於受到美國國家稅務局茶黨調查事件（英语：IRS Tea Party investigation）的影響而宣布辭職。《洛杉磯時報（页面存档备份，存于）》
- 100多位英國下議院議員保釋針對之前繼續擔任歐洲聯盟成員國的公投法案遭到131張支持票對上277張反對票而被否決、以及並沒有在英國女王並沒有在宣讀的御座致辞中提到感到遺憾。英國廣播公司（页面存档备份，存于）

科學技術
- 俄勒岡大學研究人員在《自然》發表了關於第一個以選殖方式製造人類胚胎幹細胞的研究報告。《自然（页面存档备份，存于）》
- 美國國家航空暨太空總署的克卜勒太空望遠鏡由於硬體出現嚴重故障使得望遠鏡可能必須結束關於搜索行星的任務。探索頻道（页面存档备份，存于）
- 新發現的化石被認為可以作為猴與猿之間在進化分歧的證據。Design & Trend
- 新的研究報告表示聖母峰上的冰川正逐漸融化。國家廣播公司（页面存档备份，存于）
- 研究人員發表報告以及圖片表示可能在洪都拉斯蚊子海岸發現失落的城市白城（英语：La Ciudad Blanca）。國家廣播公司（页面存档备份，存于）
- 一項新的研究結果指稱隨著年齡的增長男性平均白血球數量比女性還要來得高，而這可能是女性壽命比男性還要長的原因之一。《每日電訊報（页面存档备份，存于）》

體育競賽
- 國家籃球協會理事會否決沙加緬度國王遷往西雅圖的提案。ABC News
- 切爾西足球俱樂部在2013年歐洲聯賽決賽以2比1贏過里斯本與本菲卡體育俱樂部。BBC體育（页面存档备份，存于）

## 5月16日
武裝衝突

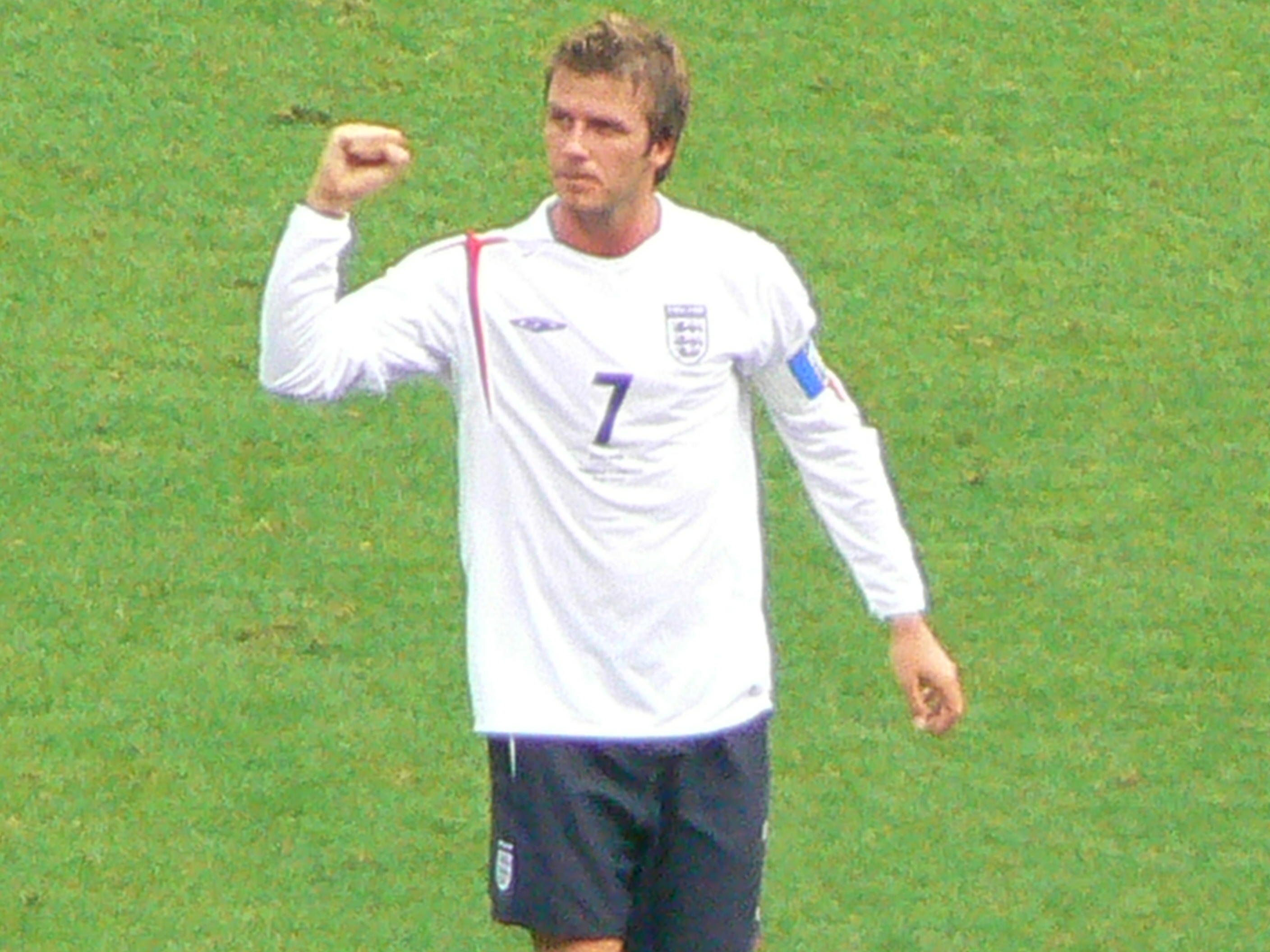
大衛·貝克漢。

- 阿富汗伊斯蘭協會在阿富汗策劃了兩起自殺攻擊，其中一起自殺式炸彈於首都喀布爾引爆並造成至少15人死亡，而另一起針對參與阿富汗戰爭的外國部隊之自殺襲擊則造成約40人受傷。新華社（页面存档备份，存于）、國家廣播公司（页面存档备份，存于）
- 伊拉克游擊部隊於伊拉克巴格達發動汽車炸彈攻擊以及槍手掃射，造成17人遭到殺害。《今日美國（页面存档备份，存于）》
- 一批武裝份子綁架了6名埃及保安人員。《彭博商業周刊（页面存档备份，存于）》
- 奈及利亞軍方宣布在阿達馬瓦實施整個晚間的宵禁。新華社（页面存档备份，存于）

藝術文化
- 美國所改編的電視連續劇《辦公室》在國家廣播公司播出9季之後播放其最後一集。路透社（页面存档备份，存于）
- 珍妮·寇根（英语：Jenny Colgan）以作品《歡迎來到羅希的夢之糖果店》（Welcome to Rosie Hopkins' Sweetshop of Dreams）贏得2013年年度浪漫小說協會獎（英语：Romantic Novelists' Association Awards）。英國廣播公司（页面存档备份，存于）

商業經濟
- 比爾·蓋茲在2007年之後再度成為世界上最為富有的人，而其底下的財產也增加至727億美元。ABC News（页面存档备份，存于）
- 委內瑞拉政府試圖解決國內衛生紙短缺的問題。《衛報（页面存档备份，存于）》

災害事故
- 一家位在柬埔寨的鞋廠發生倒塌意外，造成6人死亡。路透社（页面存档备份，存于）
- 一架試圖降落在尼泊爾北部高山的飛機跑道客機在降落時發生意外，造成飛機上21名旅客全部受傷。《華盛頓郵報（页面存档备份，存于）》

國際關係
- 伊朗伊朗最高國家安全委員會秘書義德·賈利利（英语：Saeed Jalili）重申伊朗永遠不會放棄以和平方式使用核能的權利，但是也不會尋求擁有核武器。新華社（页面存档备份，存于）
- 美國宣布對敘利亞政府實施制裁。《洛杉磯時報（页面存档备份，存于）》
- 教宗方濟各向全世界各國呼籲：「以有道德的金融改革把人們從金錢的暴政下解放出來。」《The Irish Times（页面存档备份，存于）》

法律犯罪
- 一對兄弟因為涉嫌在紐奧良舉辦的母親節遊行上持槍射擊且造成20人受傷而被美國警方逮捕。《華盛頓郵報（页面存档备份，存于）》、News24（页面存档备份，存于）
- 斯德哥爾摩經濟學院校長羅夫·沃爾夫（Rolf Wolff）因為涉嫌參與內線交易而遭到定罪，同時據稱他謊騙自己學歷為當時大學校園的榜首。《瑞典工商業日報（页面存档备份，存于）》、《Dagens Nyheter》

科學技術
- 加拿大礦場發現水可以追溯到26億年前的證據，這也是迄今為止所發現最古老的水存在之證據。福斯新聞頻道（页面存档备份，存于）
- 一項研究報告表示大麻可以解決胰島素抵抗時出現的血糖過高的症狀。《健康線上（页面存档备份，存于）》

體育競賽
- 英格蘭足球中場球星宣佈在2013年賽季結束後退休，而在前幾天他為其最後一個足球隊伍巴黎聖日耳曼足球俱樂部贏得2012年至2013年法國足球甲級聯賽冠軍。ESPN（页面存档备份，存于）、有線電視新聞網（页面存档备份，存于）、英國廣播公司（页面存档备份，存于）
- 著名的前全國運動汽車競賽協會車手迪克·特裡克爾（英语：Dick Trickle）選擇自殺身亡，享年71歲。福斯新聞頻道（页面存档备份，存于）

## 5月17日
武裝衝突

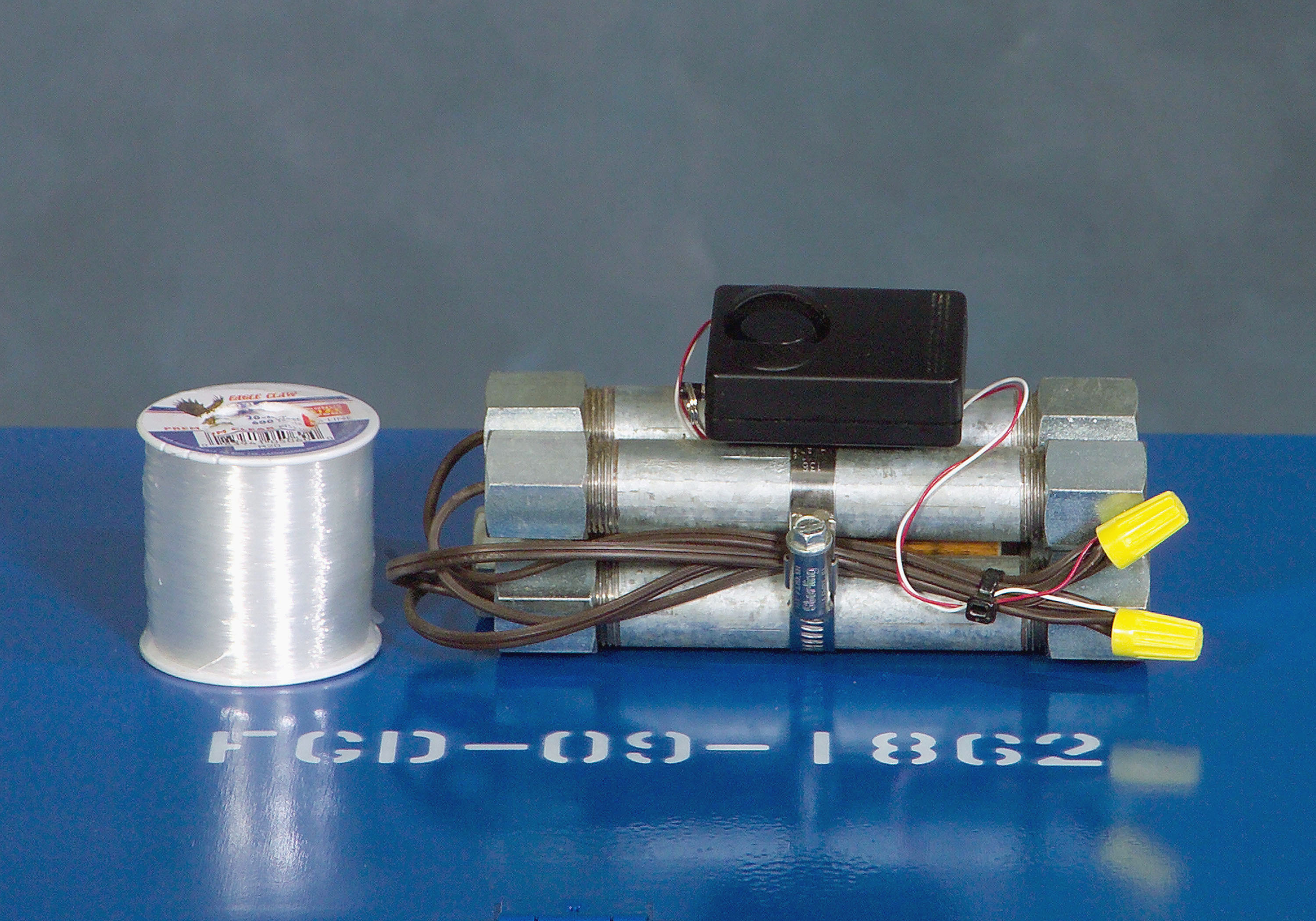
一個自製的炸彈。

- 伊拉克游擊部隊伊拉克遜尼派地區展開爆炸攻擊並且造成至少76人死亡，這也是8個月以來最高的單日死亡人數。《印度時報（页面存档备份，存于）》
- 巴基斯坦西北戰爭的叛亂份子在巴基斯坦馬拉坎縣的兩座鄰近清真寺放置炸彈，最後造成15人死亡、至少100人受傷。《黎明報》

商業經濟
- 美國政府批准為了增加德克薩斯州天然氣出口產量而需要花費10億美元的設施建造。路透社（页面存档备份，存于）

災害事故
- 加拿大渥太華發生芮氏地震規模5.2的地震。CTV電視網（页面存档备份，存于）
- 美國海軍三棲特戰隊在展開培訓練習時發生悍馬翻落的意外，造成其中1名士兵死亡、另外7人則受輕重傷。路透社（页面存档备份，存于）
- 美國康乃狄克州布里奇波特的大都會北方鐵路發生2輛通勤列車相撞事故（英语：Fairfield train crash）並造成至少60人受傷，對此美鐵隨即暫時停止紐約到波士頓之間的鐵路服務。《今日美國（页面存档备份，存于）》、有線電視新聞網（页面存档备份，存于）

法律犯罪
- 2013年年度第66屆坎城影展舉辦處坎城諾富特酒店發生價值100萬美元的珠寶遭到盜竊事故，而受害者可能為當時入住的著名明星。英國廣播公司（页面存档备份，存于）
- 喬治亞首都提比里斯的反同性戀恐懼症陷入混亂，最後這場騷亂造成數十人因而受傷。戰爭與和平報告機構（页面存档备份，存于）

政治選舉
- 過去藉由1976年阿根廷政變而成為阿根廷總統的豪爾赫·拉斐爾·魏地拉在大布宜諾斯艾利斯馬科斯巴斯（英语：Marcos Paz, Buenos Aires）監獄中逝世，享年87歲。《今日美國（页面存档备份，存于）》

科學技術
- 美國國家航空暨太空總署記錄到有史以來最亮的月球遭小行星撞擊事件。《國家地理（页面存档备份，存于）》
- 一項研究報告指出輕微程度的觸電能夠長期且持續地改善數學能力。《自然（页面存档备份，存于）》

體育競賽
- 前美國高爾夫公開賽得主並長期於電視節目上擔任高爾夫球球評的肯·文圖瑞（英语：Ken Venturi）逝世，享年82歲。ABC News

## 5月18日
武裝衝突
- 一名伊拉克游擊部隊的槍手闖入伊拉克警察（英语：Iraqi Police）位在巴格達的住家，並且將其和他的家人全都槍殺。美國之音
- 於伊姆蘭·汗領導的巴基斯坦正義運動黨擔任副黨魁的扎赫拉·沙希德·侯賽因（英语：Zahra Shahid Hussain）在喀拉蚩的家門口外遭到一名槍手槍殺身亡。英國廣播公司（页面存档备份，存于）

藝術文化
- 丹麥參加歐洲歌唱大賽的歌手埃默莉·德·佛瑞斯特以演唱歌曲《Only Teardrops》贏得2013年歐洲歌唱大賽冠軍。《芝加哥論壇報[永久]》、英國廣播公司（页面存档备份，存于）
- 佛羅里達州澤弗希爾斯的Powerball開出了有史以來最高5億900多萬的累積獎金頭獎（英语：Progressive jackpot）得主。

商業經濟
- 義大利首都羅馬內爆發數十萬人發起示威以抗議新政府的緊縮政策，並且要求新制定的經濟政策其重點應該放在創造就業機會上。英國廣播公司（页面存档备份，存于）

災害事故
- 全美航空4560號班機由於起落架故障而被迫以機腹迫降在紐華克自由國際機場跑道上，飛機上34並沒有受傷。有線電視新聞網（页面存档备份，存于）、News24（页面存档备份，存于）
- 一架載有130多人的波音737因為飛機起火而迫降在莫斯科，而並沒有人員傷亡。News24（页面存档备份，存于）
- 一輛汽車突然駛入維吉尼亞州大馬士革（英语：Damascus, Virginia）所舉辦的遊行隊伍中，造成人群中有超過50多人受傷。有線電視新聞網（页面存档备份，存于）

國際關係
- 北韓向朝鮮半島其東側的日本海發射3枚飛彈。英國廣播公司（页面存档备份，存于）、國家廣播公司（页面存档备份，存于）

體育競賽
- 巴拉福特城足球會以以3比0贏過諾咸頓城足球會而獲得2012年至2013年英格蘭足球乙級聯賽冠軍，並且獲得參加2013年至2014年英格蘭足球甲級聯賽的資格。《每日電訊報（页面存档备份，存于）》
- 賽馬奧克斯博（英语：Oxbow）在於巴爾的摩賽場（英语：Pimlico Race Course）舉辦的2013年必利時錦標（英语：2013 Preakness Stakes）中奪得冠軍。News Limited（页面存档备份，存于）

## 5月19日
武裝衝突

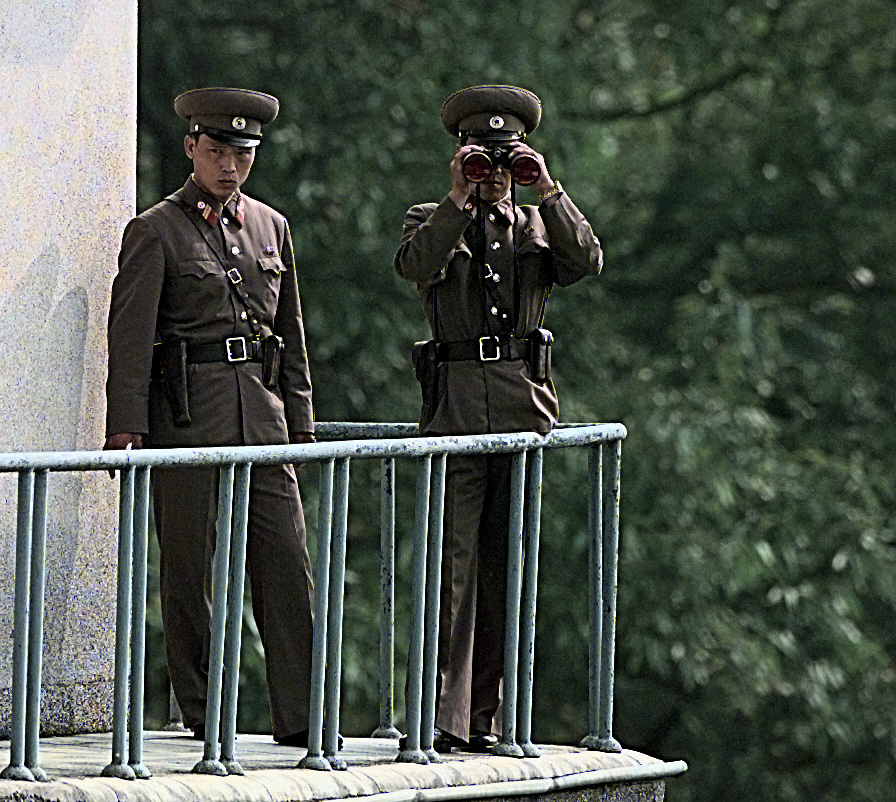
北韓士兵。

- 敘利亞政府底下的軍隊在古賽爾開始針對叛亂部隊展開大規模的反擊行動。英國廣播公司（页面存档备份，存于）

藝術文化
- 泰勒絲贏得2013年告示牌音樂獎（英语：2013 Billboard Music Awards）的8個獎項，其中包括有最佳專輯以及最佳歌手獎。《衛報（页面存档备份，存于）》
- 《闇黑無界：星際爭霸戰》在美國和加拿大的首映週末期間估計賺得7,060萬美元的收入。彭博新聞社（页面存档备份，存于）

災害事故
- 美國奧克拉荷馬州、堪薩斯州、愛荷華州、伊利諾州出現一連串的龍捲風，造成1人死亡、12人受傷。英國廣播公司（页面存档备份，存于）、有線電視新聞網（页面存档备份，存于）

國際關係
- 北韓再度將短程彈道飛彈射向其東部海域。《紐約時報（页面存档备份，存于）》
- 北韓拘捕了一艘中國漁船並且要求交付贖金。《衛報（页面存档备份，存于）》

法律犯罪
- 美國警方在搜索華盛頓州斯波坎市中心的可疑公寓時發現兩封與最近調查中含有致命毒性的蓖麻毒蛋白的信封。News24（页面存档备份，存于）
- 突尼西亞的伊斯兰教法虔信者的支持者與警方爆發了衝突。半島電視台（页面存档备份，存于）

政治選舉
- 由於涉嫌替加拿大國會上議院議員邁克·杜菲（英语：Mike Duffy）解決不當欠款的問題，加拿大總理的幕僚長（英语：Chief of Staff to the Prime Minister (Canada)）奈傑爾·萊特（英语：Nigel S. Wright）提出辭職。英國廣播公司（页面存档备份，存于）

科學技術
- 美國海軍培訓的軍事用途海豚在加利福尼亞州外海發現罕見的19世紀製作的魚雷。《今日美國（页面存档备份，存于）》

體育競賽
- 印度板球總會（英语：Board of Control for Cricket in India）召開緊急會以處分涉嫌參與2013年印度超級板球聯賽假球案（英语：2013 Indian Premier League spot-fixing case）的3名板球選手與7名莊腳。DDI news
- 高爾夫球選手裴相文（英语：Bae Sang-moon）在拜倫尼爾森錦標賽中拿下個人生涯第一座PGA巡迴賽的冠軍。《今日美國（页面存档备份，存于）》
- 瑞典國家男子冰球隊（英语：Sweden men's national ice hockey team）以5比1贏過瑞士國家男子冰球隊（英语：Switzerland men's national ice hockey team）而奪下2013年世界冰球錦標賽（英语：2013 IIHF World Championship）的冠軍。《今日美國（页面存档备份，存于）》
- 索爾茲伯裏大學（英语：Salisbury University）以12比5贏過康乃狄克州三一大學而獲得全美大學體育協會舉辦的第三級女子袋棍球錦標賽冠軍。《巴爾的摩太陽報（页面存档备份，存于）》
- 拉哈·穆哈瑞克（英语：Raha Moharrak）成為第一位登上聖母峰的沙烏地阿拉伯女性。有線電視新聞網（页面存档备份，存于）
- 莎米娜·拜格（英语：Samina Baig）成為第一位登上聖母峰的巴基斯坦女性。Jagran Josh

## 5月20日
武裝衝突

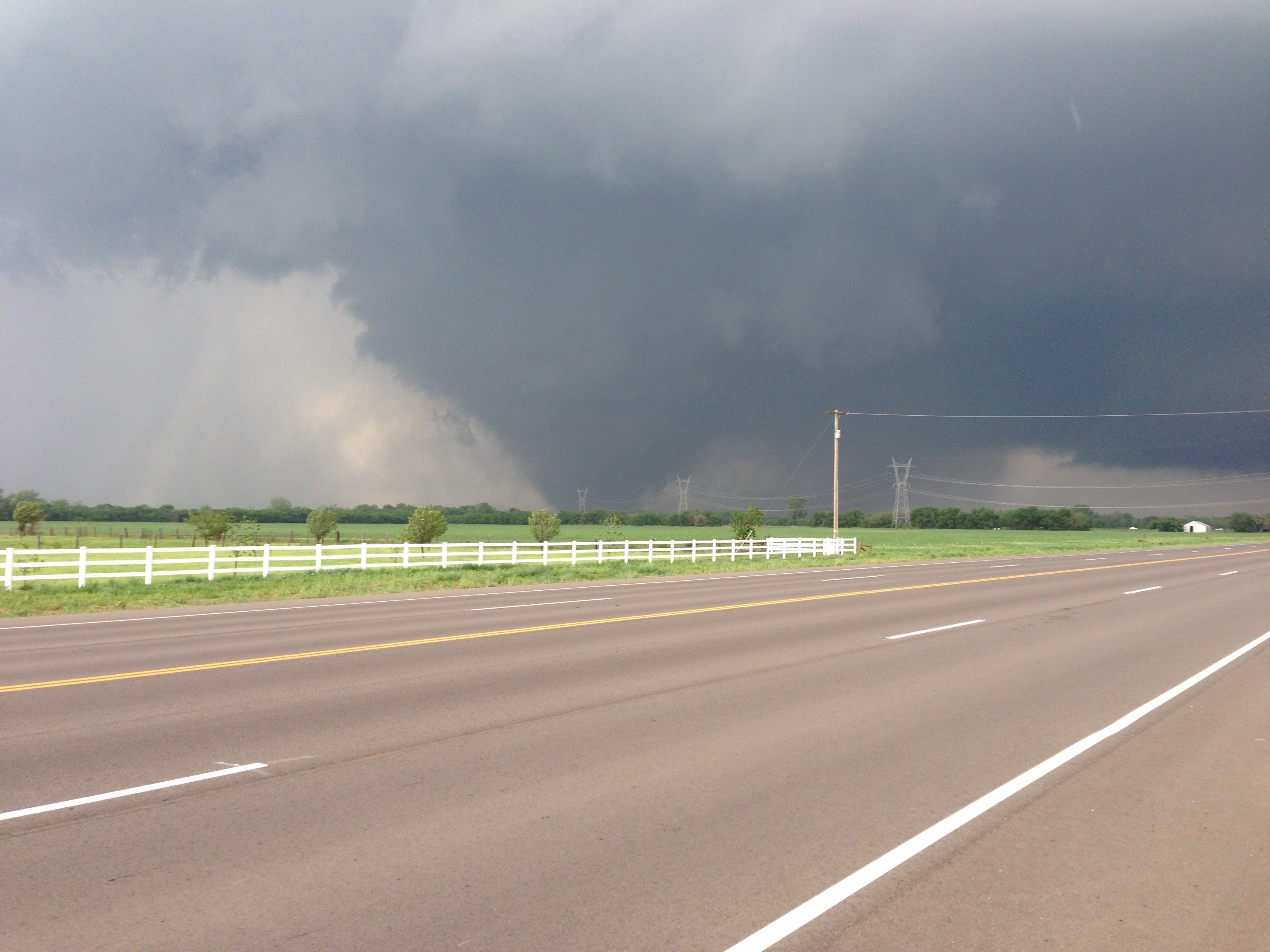
2013年摩爾龍捲風。

- 伊拉克游擊部隊所引起的騷亂事件（英语：May 2013 Iraq attacks）於伊拉克各地造成133人死亡以及283人受傷，而在最近6天也已經導致將近400人遭到殺害，伊拉克部落族長便警告可能會演變成為內戰。英國廣播公司（页面存档备份，存于）、Antiwar.com（页面存档备份，存于）
- 北高加索動亂叛亂份子安排在俄羅斯達吉斯坦共和國首府馬哈奇卡拉的2個汽車炸彈順利引爆，造成4人死亡以及近50人受傷。然而在幾個小時後，俄羅斯警方則宣布已經破獲預計在莫斯科進行的恐怖襲擊。路透社（页面存档备份，存于）
- 北韓繼續向海岸發射一整排的短程飛彈。《紐約時報（页面存档备份，存于）》

災害事故
- 一個估計瞬間風速達每小時210英里、直徑2英里寬的EF5級龍捲風襲擊美國奧克拉荷馬市南方郊區的摩爾，對此美國國家氣象局發出罕見的龍捲風緊急警報（英语：Tornado emergency）。除了造成嚴重的破壞之外還導致至少68人死亡與數十人受傷，其中包括有9名兒童也因而喪生。歐巴馬總統宣佈當地為重大災區，聯邦政府將提供必要的補助以協助重建。MSN、全國公共廣播電台（页面存档备份，存于）、國家廣播公司、ABC News（页面存档备份，存于）、聯合新聞網、中國廣播公司[]、中央廣播電臺
- 智利海岸發生地震規模6.5的地震。《基督科學箴言報（页面存档备份，存于）》
- 紐西蘭威靈頓市中心附近在上午尖峰時間發生城際火車（英语：Tranz Metro）的通勤列車出軌的意外，之後鬆脫的車架刺穿列車地板並造成4人受傷，並且造成之後數十班的旅客服務被迫取消或者延遲。《費爾法克斯紐西蘭》
- 土耳其卡帕多細亞當地上空的熱氣球墜毀，造成2名遊客死亡以及20多人受輕重傷。英國廣播公司（页面存档备份，存于）
- 英國廣播公司播放的系列紀錄片《廣角鏡》中質疑1989年時關於審訊希爾斯堡慘劇時所提出的醫療是否有所過失的證據。英國廣播公司（页面存档备份，存于）

生態醫療
- 北韓官方證實已經有甲型流感病毒H5N1亞型的案例出現，同時平壤已經撲滅了160,000隻鴨子試圖控制疫情。韓國聯合通訊社（页面存档备份，存于）

國際關係
- 緬甸總統登盛在其美國行程中安排前往訪問白宮，這也是47年以來緬甸第一位如此做的國家元首。路透社（页面存档备份，存于）

法律犯罪
- 瓜地馬拉法院基於實際指揮權上的爭議而撤回針對前獨裁者里奧斯·蒙特關於種族滅絕的指控。《衛報（页面存档备份，存于）》
- 斯德哥爾摩郊區胡斯比（英语：Husby, Stockholm）的年輕移民（英语：Immigration to Sweden）發動騷亂事件，並且燒毀100多輛的汽車作為發洩。《華盛頓郵報[]》

宗教慶典
- 蘇格蘭教會總會（英语：General Assembly of the Church of Scotland）表決同意允許公開的同性戀男性或者女性成為神職人員。英國廣播公司（页面存档备份，存于）

體育競賽
- 殘障帕拉林匹克運動會選手奧斯卡·皮斯托利斯的經紀人表示由於其涉嫌謀殺而正在等待審判進行，因此在今年他將不會參加任何體育競賽。BBC體育（页面存档备份，存于）、天空新聞台（页面存档备份，存于）
- 2013年世界乒乓球錦標賽男子單打由張繼科贏得，女子單打由李曉霞贏得。BBC體育（页面存档备份，存于）、BBC體育（页面存档备份，存于）

## 5月21日
武裝衝突

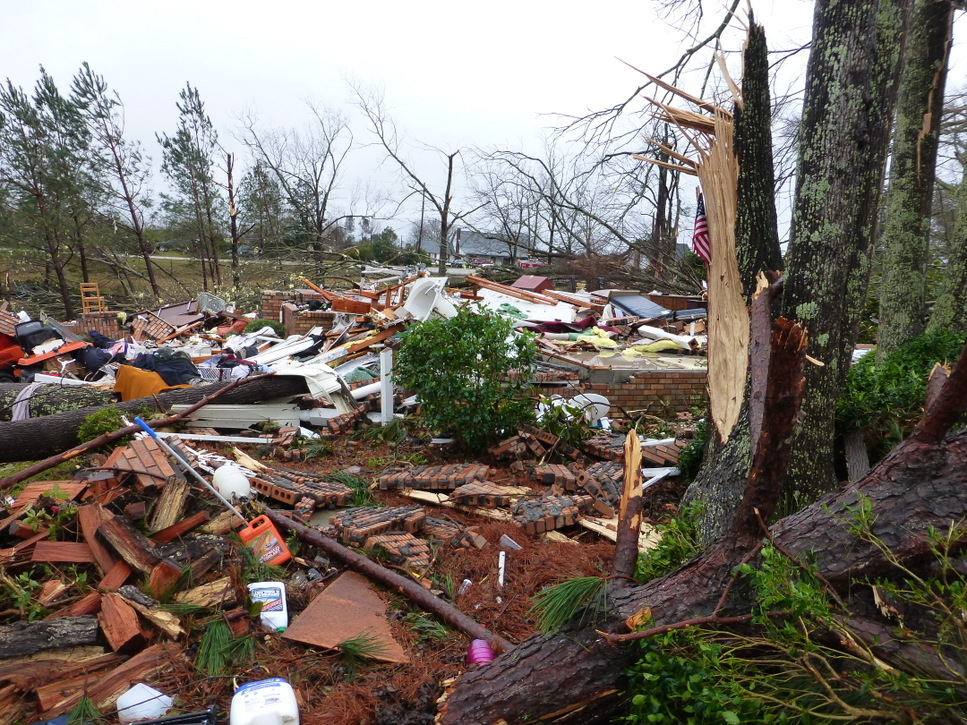
2013年摩爾龍捲風襲擊過後。

- 部署在戈蘭高地的以色列和敘利亞軍隊交互開火以示威。路透社（页面存档备份，存于）
- 真主黨派遣菁英部隊越過黎巴嫩邊境前往敘利亞古賽爾支援，然而有報導指出許多城市已經因為敘利亞內戰而遭到摧毀。阿拉伯衛星電視台（页面存档备份，存于）
- 著名法國歷史學家多米尼克·溫納（英语：Dominique Venner）在巴黎聖母院開槍自殺身亡。英國廣播公司（页面存档备份，存于）

藝術文化
- 奈及利亞拉哥斯當地舉辦迎接著名作家欽努阿·阿契貝遺體的紀念遊行，之後葬禮結束後遺體將會安葬在其故鄉內奧比（英语：Ogidi, Anambra）。AllAfrica.com（页面存档备份，存于）
- 赫布蘭德·巴克獲得獨立報外國小說獎（英语：Independent Foreign Fiction Prize）。《衛報（页面存档备份，存于）》
- 伊恩·班克斯宣布由於罹患癌症的影響使得其即將逝世。《衛報（页面存档备份，存于）》

災害事故
- 美國奧克拉荷馬州的龍捲風災情的死亡人數大幅往下修訂為24人，另外還有數百人因而受傷以及幾個人失去下落。路透社（页面存档备份，存于）

國際關係
- 新華社表示北韓已經釋回在5月6日時遭到拘捕的16名中國人和漁船。AsiaOne（页面存档备份，存于）

法律犯罪
- 瑞典汽車製造商薩博汽車的總裁兼執行長揚-奧克·榮松、首席法律顧問克里斯蒂娜·吉爾斯（Kristina Geers）和卡尔·林德斯特隆（Karl Lindström）等三名高級主管因為在進行破產流程時，涉嫌透過公司的會計資料進行詐欺與逃稅而遭到逮捕。《快報》、瑞典電台（页面存档备份，存于）
- 殘障帕拉林匹克運動會選手奧斯卡·皮斯托利斯的弟弟卡爾·皮斯托利斯（Carl Pistorius）因為一場摩托車事故之中被裁定為有罪殺人（英语：Culpable homicide）。英國廣播公司（页面存档备份，存于）
- 南卡羅來納州杰克遜堡基地指揮官布萊恩·羅伯茨（Bryan T. Roberts）准將因為與情婦發生肢體衝突而被以通姦撤職，其中在美軍中將其視為刑事犯罪事件而非一般的民事案件。國家廣播公司（页面存档备份，存于）

政治選舉
- 英國下議院議員以366章支持票對上161張反對票通過《婚姻（同性伴侶）法（英语：Marriage (Same Sex Couples) Bill）》，這也被視為英國同性婚姻的重要里程碑。英國廣播公司（页面存档备份，存于）
- 伊朗憲法監督委員會公布8名最終伊朗總統候選人，這包括有義德·賈利利（英语：Saeed Jalili）、穆罕默德·巴赫·加利巴夫、哈桑·羅哈尼和穆赫辛·禮薩伊等人。Press TV
- 阿克巴爾·哈什米·拉夫桑賈尼和埃斯凡迪亞爾·拉希姆·馬沙由於其年齡與健康問題而被排除在2013年伊朗总统选举之外。Newser
- 美國參議院司法委員會通過移民改革法案，將數百萬名非法居住在美國境內的人士納為美國公民。《華盛頓郵報（页面存档备份，存于）》

科學技術
- 微軟公開發表了第八代家用電子遊樂器Xbox One。IGN（页面存档备份，存于）

體育競賽
- 英格蘭足球超級聯賽球隊斯托克城足球俱樂部意外地宣布之後7年由東尼·佩利斯擔任總教練，在這之前佩利斯主要是從旁協助英格蘭足球超級聯賽的比賽，不過也曾帶領球隊在2011年英格蘭足總杯決賽與2011/12賽季歐洲聯賽獲得一定的成績。《衛報（页面存档备份，存于）》
- 克里夫蘭騎士在NBA樂透抽籤中贏得2013年NBA选秀的頭號籃球選手選秀權。《今日美國（页面存档备份，存于）》

## 5月22日
武裝衝突

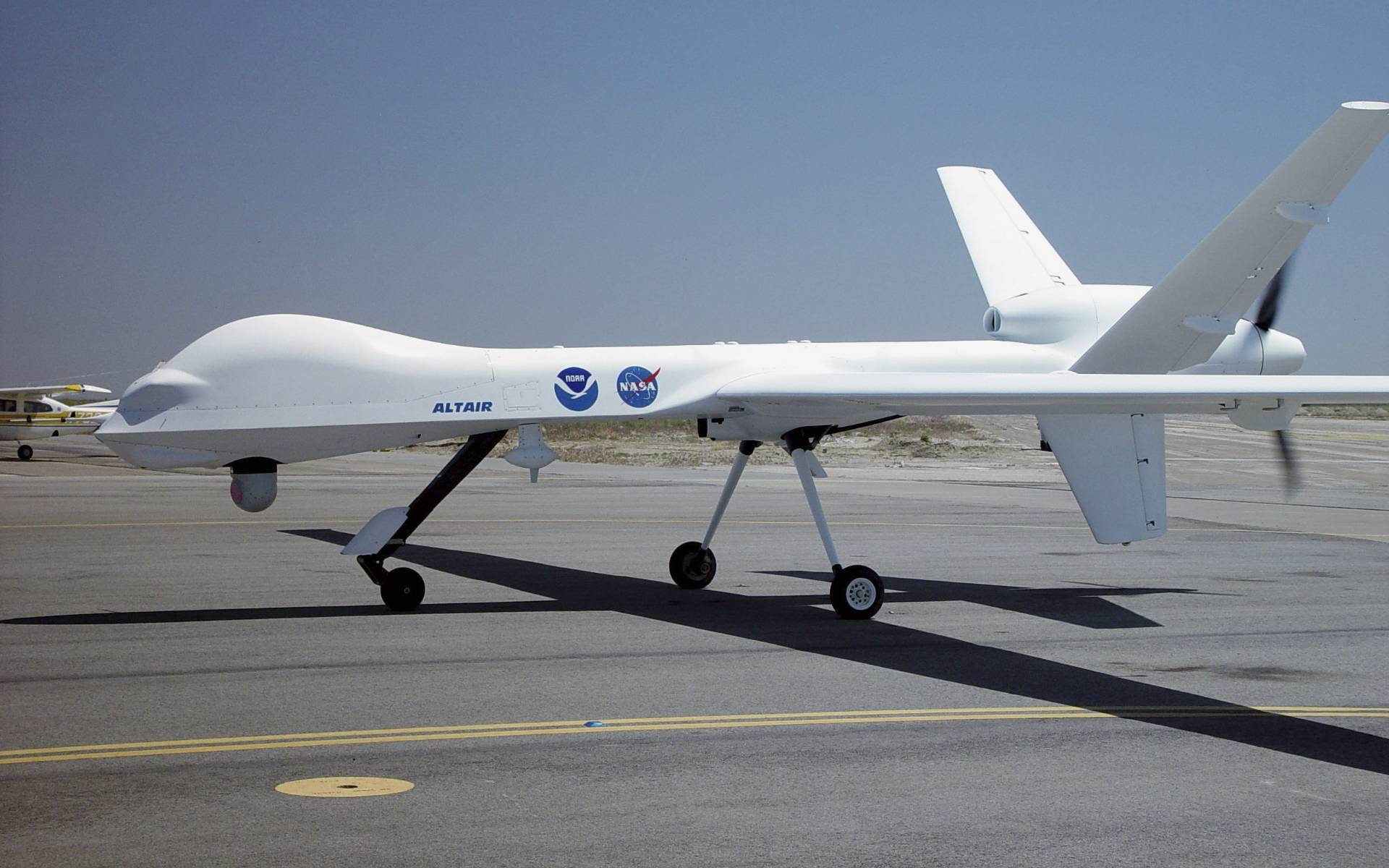
一架美國無人航空載具。

- 美國司法部長埃里克·霍爾德證實自從2011年開始啟用無人航空載具展開攻擊後，已經造成激進神職人員安瓦爾·奧拉基在內的4名美國公民遭到殺害。哥倫比亞廣播公司（页面存档备份，存于）

藝術文化
- 美國作家莉迪亞·戴維斯贏得2013年布克國際獎。《每日電訊報（页面存档备份，存于）》

災害事故
- 兩名明尼蘇達州聖路易斯派克（英语：St. Louis Park, Minnesota）小學四年級的學生在聖保羅密西西比河附近地區失蹤，而消防人員在入夜前僅找到其中一名受到致命重傷的孩童。國家廣播公司（页面存档备份，存于）

國際關係
- 冰島總理西格蒙杜爾·古恩勞格松表示決定將會無限期延長關於歐洲聯盟成員國的資格談判。彭博新聞社（页面存档备份，存于）
- 北韓領導人金正恩派遣特使前往中華人民共和國以緩解雙方之間的緊張關係。《紐約時報（页面存档备份，存于）》

法律犯罪
- 荷蘭警方代表瑞典稅務機關針對世爵汽車公司總部進行稅務突襲檢查，並且扣押大量文件作為證據。《瑞典工商業日報（页面存档备份，存于）》
- 澳大利亞政治家克拉格·托馬森（英语：Craig Thomson (politician)）被控犯下19項罪刑，其中包括有15項欺詐罪以及4項竊盜罪。ABC News（页面存档备份，存于）
- 聯邦調查局探員前往佛羅里達州奧蘭多訪問與2013年4月的波士頓馬拉松爆炸案犯罪嫌疑人有所關連的伊博拉金·托達謝夫（英语：Ibragim Todashev），但是在訊問過程中聯邦調查局探員突然遭到托達謝夫以刀械襲擊，最後將托達謝夫擊斃。國家廣播公司（页面存档备份，存于）
- 兩名尼日利亞裔英國穆斯林在倫敦東南伍爾維奇襲擊休班軍人並造成其葬命，英國警方趕到現場後射傷帶有刀械的襲擊者，英國首相大衛·卡麥隆表示這是一宗恐怖襲擊事件。英國廣播公司（页面存档备份，存于）、英國廣播公司（页面存档备份，存于）、《都市日報（页面存档备份，存于）》
- 一名於伊拉克戰爭中退役並改前往西點軍校工作的美國陸軍上士迈克尔·麦克兰顿（Michael McClendon）因涉嫌偷拍女學員的裸體照片而遭到撤職。國家廣播公司（页面存档备份，存于）

體育競賽
- 曾經獲得美國職棒大聯盟年度最佳新人獎的48歲前美國職棒大聯盟奧克蘭運動家選手荷西·坎塞柯在美國內華達州拉斯維加斯傳出性侵犯的消息，儘管法院尚未提出正式的上訴，然而他本人則在新聞媒體上公開表示遭到虛假的毀謗。FOX體育台（页面存档备份，存于）

## 5月23日

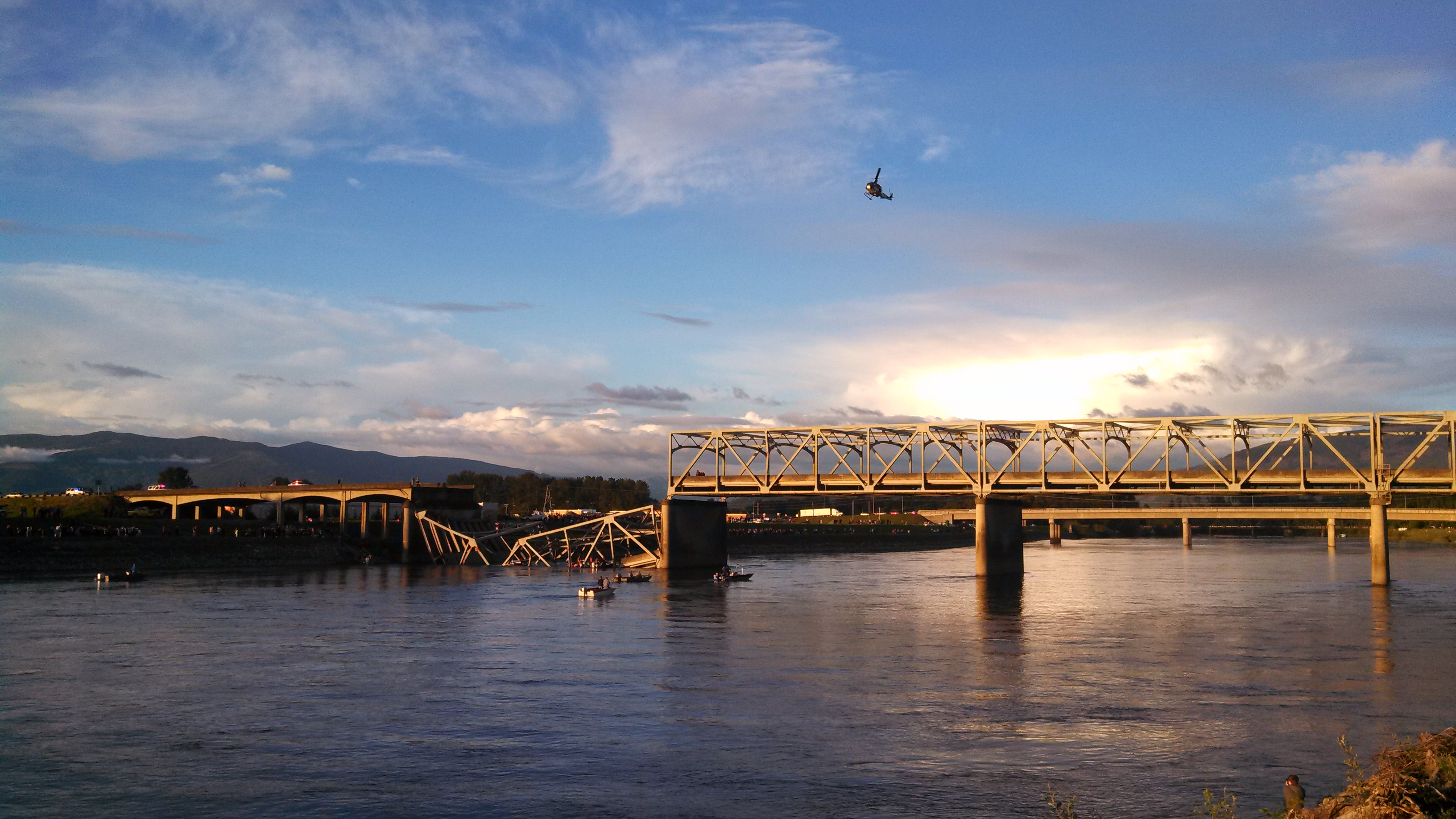
I-5斯卡吉特河大橋倒塌事故。

武裝衝突
- 敘利亞之友（英语：Friends of Syria Group）呼籲伊朗和其黎巴嫩盟友真主黨部隊應該盡早自敘利亞境內撤軍。Ynet（页面存档备份，存于）
- 在瑞典警方擊斃持槍男子後，瑞典首都斯德哥爾摩郊區發生一連串由移民引發的暴亂行動。BBC新聞（页面存档备份，存于）、《華爾街日報（页面存档备份，存于）》、《愛爾蘭時報（页面存档备份，存于）》

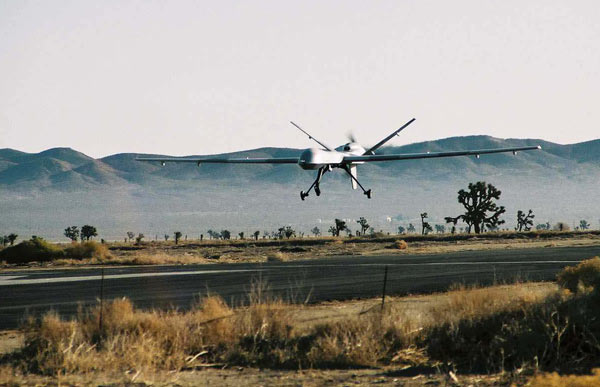
美國空軍MQ-9 收割者偵察機。

- 粉紅代碼（英语：Code Pink）領導人梅地亞·本傑明（英语：Medea Benjamin）在巴拉克·歐巴馬解釋美國無人航空載具政策時，三度中斷演講並且譴責其在巴基斯坦無人航空載具襲擊（英语：Drone attacks in Pakistan）以及關塔那摩灣拘押中心絕食事件的處理方式。美聯社（页面存档备份，存于）、《國會山報（页面存档备份，存于）》、《商業內幕（页面存档备份，存于）》
- 兩起自殺攻擊在尼日北部城鎮阿加德茲與阿爾利特造成共21人死亡，另外尼日軍方也在和伊斯蘭武裝分子的槍戰中造成10多名士兵喪生。歐洲新聞台（页面存档备份，存于）

藝術文化
- 美國童軍在經投票表決後決定允許讓已公開的同性戀青年加入。《時代（页面存档备份，存于）》

商業經濟
- 福特汽車宣布將在2016年10月關閉其在澳洲的製造業務，這將使得在布羅德梅多斯（英语：Broadmeadows, Victoria）的一家汽車製造工廠以及在吉朗的引擎製造工廠歇業並且減少1,200個就業職缺。《The Australian（页面存档备份，存于）》

災害事故
- 印度奧里薩邦發生大型交通事故，造成共計5人死亡以及38人受傷。新華社（页面存档备份，存于）
- 美國華盛頓州弗農山橫跨斯卡吉特河（英语：Skagit River）的5號州際公路大橋發生倒塌（英语：I-5 Skagit River Bridge collapse），其中橋上的車輛皆掉入河中，但並沒有傷亡傳出。KOMO-TV、CBC News（页面存档备份，存于）、ABC News（页面存档备份，存于）

生態醫療
- 加拿大蒙特婁由於主要水庫的水處理廠出現問題使得大部分地區的飲水下方出現沉積物，因此相關當局建議在飲用前先將其煮沸。加拿大廣播公司（页面存档备份，存于）
- 美國東南部的阿拉巴馬州等地出現群體感染的神秘呼吸系統疾病，且已經造成2名嚴重患者喪生，目前推測可能為變異的普通感冒、鼻病毒或者是季節性流行性感冒。國家廣播公司（页面存档备份，存于）

國際關係
- 聯合國秘書長潘基文訪問仍然持續爆發軍事衝突的剛果民主共和國東部城市戈馬。英國廣播公司（页面存档备份，存于）

法律犯罪
- 昨天在於英國倫敦的襲擊事件受害者證實為現役的皇家燧發槍軍團第二營軍樂隊鼓手李·里格比（Lee Rigby）。英國廣播公司（页面存档备份，存于）
- 被懷疑與塔米爾南·沙尼耶夫有所聯繫的伊博拉金·托達謝夫（英语：Ibragim Todashev）其父親阿巴杜-巴克·托達謝夫（Abdul-Baki Todashev）聲稱兒子是無辜的，並表示聯邦調查局在對車臣人有極度偏見的情況下不斷質詢伊博拉金。國家廣播公司（页面存档备份，存于）

## 5月24日
武裝衝突

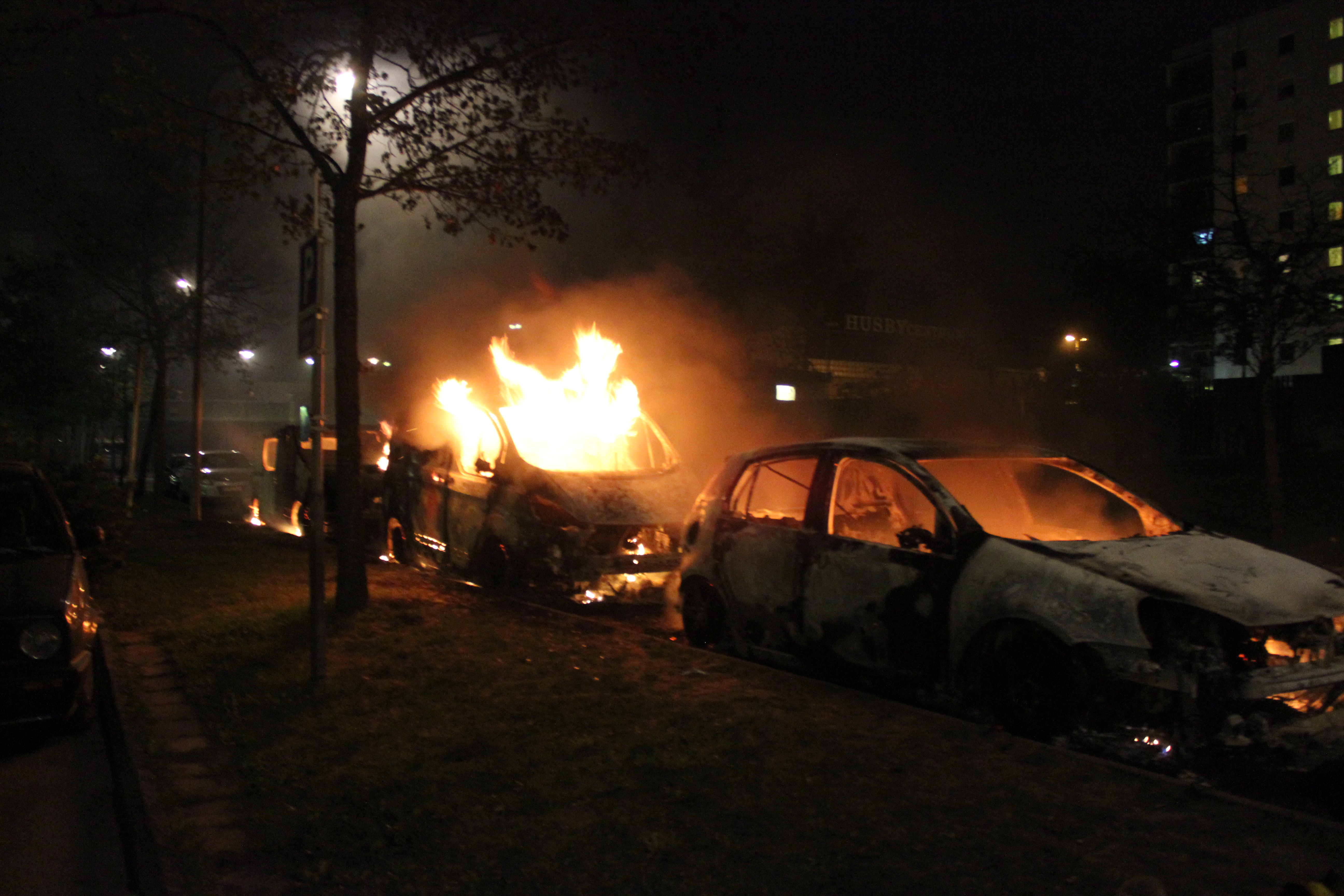
2013年5月瑞典斯德哥尔摩骚乱

- 阿富汗維和部隊在喀布爾與塔利班叛亂份子發生戰鬥，最後造成1名阿富汗警察、1名尼泊爾士兵以及數名叛亂份子喪生。英國廣播公司（页面存档备份，存于）
- 巴基斯坦西北戰爭的叛亂份子在巴基斯坦城市白沙瓦展開自殺式炸彈攻擊，造成至少3人死亡以及數人受傷。《黎明報（页面存档备份，存于）》
- 蓋達組織（英语：Al-Qaeda insurgency in Yemen）攻擊成員炸毀葉門主要的石油管道，藉此阻止葉門國內生產的石油輸出海外。《星報[]》

災害事故
- 美國哈茨菲爾德－傑克遜亞特蘭大國際機場發生附近酒店的接駁公車與半掛牽引車的碰撞事故，造成18人受傷。News24（页面存档备份，存于）
- 俄羅斯東部地區發生芮氏地震規模8.3的地震並且導致當地民眾立即撤出，不過這次地震並沒有造成任何人死亡。《紐約時報（页面存档备份，存于）》
- 5名登山運動愛好者在印度干城章嘉峰失蹤。《今日美國（页面存档备份，存于）》

生態醫療
- 研究人員在調查超過10,000起案例後證實剖宫產與兒童肥胖（英语：Childhood obesity）之間可能存在有一定的關聯。路透社（页面存档备份，存于）
- 美國田納西州紐伯恩（英语：Newbern, Tennessee）的一家製藥廠自願在沒有發生任何重大感染的情下，召回在至少11個州份拿來作為關節炎與過敏治療用藥的甾體注射液。有線新聞網（页面存档备份，存于）

法律犯罪
- 英國倫敦警察廳以實施「降低直接露宿對於社會影響之政策」為由開始大規模繳獲英國露宿者（英语：Homelessness in England）的私人物品作為懲戒。《衛報（页面存档备份，存于）》
- 馬來西亞皇家警察以煽動騷亂的罪名逮捕包括人民公正黨副黨魁蔡添強等4名反對派政治家。澳洲廣播電台（页面存档备份，存于）
- 2013年5月瑞典斯德哥尔摩骚乱進入第五天晚上。合眾國際社（页面存档备份，存于）
- 在坎城舉辦影展期間一個價值價值190萬歐元的項鍊遭竊。英國廣播公司（页面存档备份，存于）
- 英國派遣戰鬥機護送巴基斯坦國際航空的一架客機轉降到倫敦史坦斯特機場，之後警方依法拘捕2名男子揚言破壞飛機的嫌犯。News24（页面存档备份，存于）

政治選舉
- 拉斐爾·科雷亞宣誓就任厄瓜多總統，這也是首次有連任三屆的厄瓜多總統。英國廣播公司（页面存档备份，存于）
- 烏干達總統約韋里·穆塞韋尼宣布將由自己掌握軍事權力，並且另外任命阿隆達·尼亞凱裡馬（英语：Aronda Nyakairima）擔任烏干達內政部部長一職。路透社（页面存档备份，存于）

體育競賽
- 直布羅陀足球協會加入成為歐洲足球協會聯盟的成員之一。《全景（页面存档备份，存于）》
- 曾在2007年時獲得環義自由車賽冠軍的腳踏車運動選手丹尼洛·迪·盧卡（英语：Danilo Di Luca）在義大利接受檢驗時其紅血球生成素呈現陽性反應。Cycling Weekly（页面存档备份，存于）

## 5月25日
武裝衝突

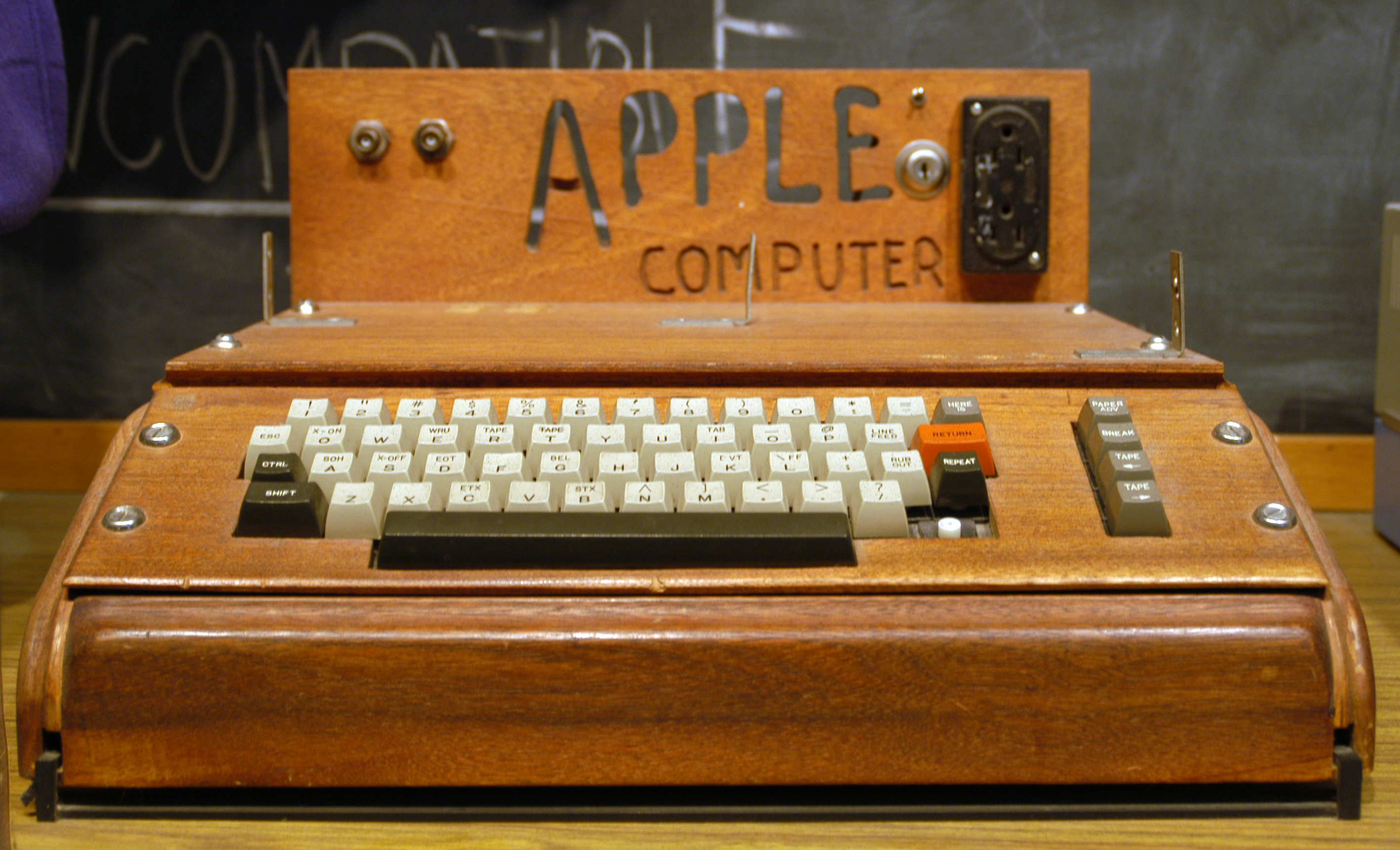
Apple I。

- 馬格里布蓋達組織指揮官穆赫塔爾·貝爾摩塔爾（英语：Mokhtar Belmokhtar）聲稱在5月23日於尼日展開的兩起自殺攻擊並導致30人死亡是由其所策劃。《紐約時報（页面存档备份，存于）》
- 一名女性北高加索動亂叛亂份子在俄羅斯南部達吉斯坦共和國馬哈奇卡拉展開自殺式炸彈攻擊，造成至少11名警察和平民受傷，其中還包括2名兒童。News24（页面存档备份，存于）
- 敘利亞陸軍和真主黨部隊以砲轟的方式襲擊遭叛亂軍控制的城市古賽爾與霍姆斯，造成數10人遭到殺害。有線電視新聞網（页面存档备份，存于）
- 伊拉克巴格達北部附近發生一連串的炸彈攻擊，造成6名伊朗人以及1名伊拉克人喪生，另外還有14人受輕重傷。美國廣播公司（页面存档备份，存于）
- 疑似擁護毛澤東思想的納薩爾派叛軍在印度恰蒂斯加爾邦展開攻擊行動，至少有25人遭到殺害。NDTV（页面存档备份，存于）、《印度時報（页面存档备份，存于）》

商業經濟
- 橫跨36個城市、超過200多萬人發起大規模示威遊行以抗議農業生物技術公司孟山都生產經過基因工程的食物。《衛報（页面存档备份，存于）》、《今日美國（页面存档备份，存于）》

災害事故
- 巴基斯坦古傑拉特的一輛校車疑似氣瓶有所瑕疵而發生爆炸事故（英语：2013 Pakistan gas bus explosion），造成至少17名兒童死亡。英國廣播公司（页面存档备份，存于）
- 英國威爾斯彭布羅克郡附近海域有一艘船和礁石發生碰撞，最後船上48人成功救出。英國廣播公司（页面存档备份，存于）
- 美國德克薩斯州聖安東尼奧出現嚴重洪水，並且造成2人喪生。《芝加哥論壇報》
- 美國密蘇里州東南部發生兩輛貨運列車相撞事故，並且導致公路上方的高架道路倒塌。有線電視新聞網（页面存档备份，存于）

國際關係
- 非洲聯盟慶祝其成立第五十周年。News24（页面存档备份，存于）

法律犯罪
- 英國反恐部隊逮捕了一名與恐怖份子邁克爾·阿德博拉荷有所關聯的朋友，而他在接受英國廣播公司採訪時表示過去曾與英國安全局有所聯繫。有線電視新聞網（页面存档备份，存于）
- 受到伍爾維奇襲擊事件的影響，一名法國陸軍反恐部隊成員遭到他人從頸部刺殺而喪命。天空新聞台（页面存档备份，存于）、《每日郵報（页面存档备份，存于）》
- 賓夕法尼亞州罗耶斯福德（英语：Royersford, Pennsylvania）的17歲高中學生茱莉安·塞勒（Julianne Siller）在與16歲的男友崔斯坦·史丹利（Tristan Stahley）爭吵分手後遭到男友刺殺。國家廣播公司（页面存档备份，存于）

政治選舉
- 在反對法國同性婚姻獲得合法化的抗議人士即將發起大規模遊行前，法國警方決定逮捕50名試圖破壞秩序的人士。Google新聞（页面存档备份，存于）
- 在俄羅斯法律仍禁止同性戀權利遊行的情況下，俄羅斯同性戀權益支持者在莫斯科發起大規模遊行行動，之後俄羅斯當局決定逮捕30多人。美國之音
- 民主進步黨在臺北國際會議中心召開第15屆第2次全國黨員代表大會，主題定為「綠色新政，臺灣向上」。

宗教慶典
- 上萬名民眾參與在1993年遭到黑手黨殺害的天主教會神父（英语：Priesthood (Catholic Church)）皮諾·普里茲（英语：Pino Puglisi）的宣福禮。英國廣播公司（页面存档备份，存于）、《太陽先驅報（页面存档备份，存于）》

科學技術
- 一臺Apple I個人電腦在拍賣會上賣出617,000美元的價格。《PC Magazine（页面存档备份，存于）》

體育競賽
- 拜仁慕尼黑足球會在2013年歐洲冠軍聯賽決賽中以2比1擊敗多特蒙德足球俱樂部，奪得2012/13賽季歐洲冠軍聯賽的冠軍。《衛報（页面存档备份，存于）》
- 80歲的日本登山客三浦雄一郎第三度登上聖母峰峰頂，成為攀爬聖母峰最老的登山客。《菲律賓星報（页面存档备份，存于）》

## 5月26日
武裝衝突

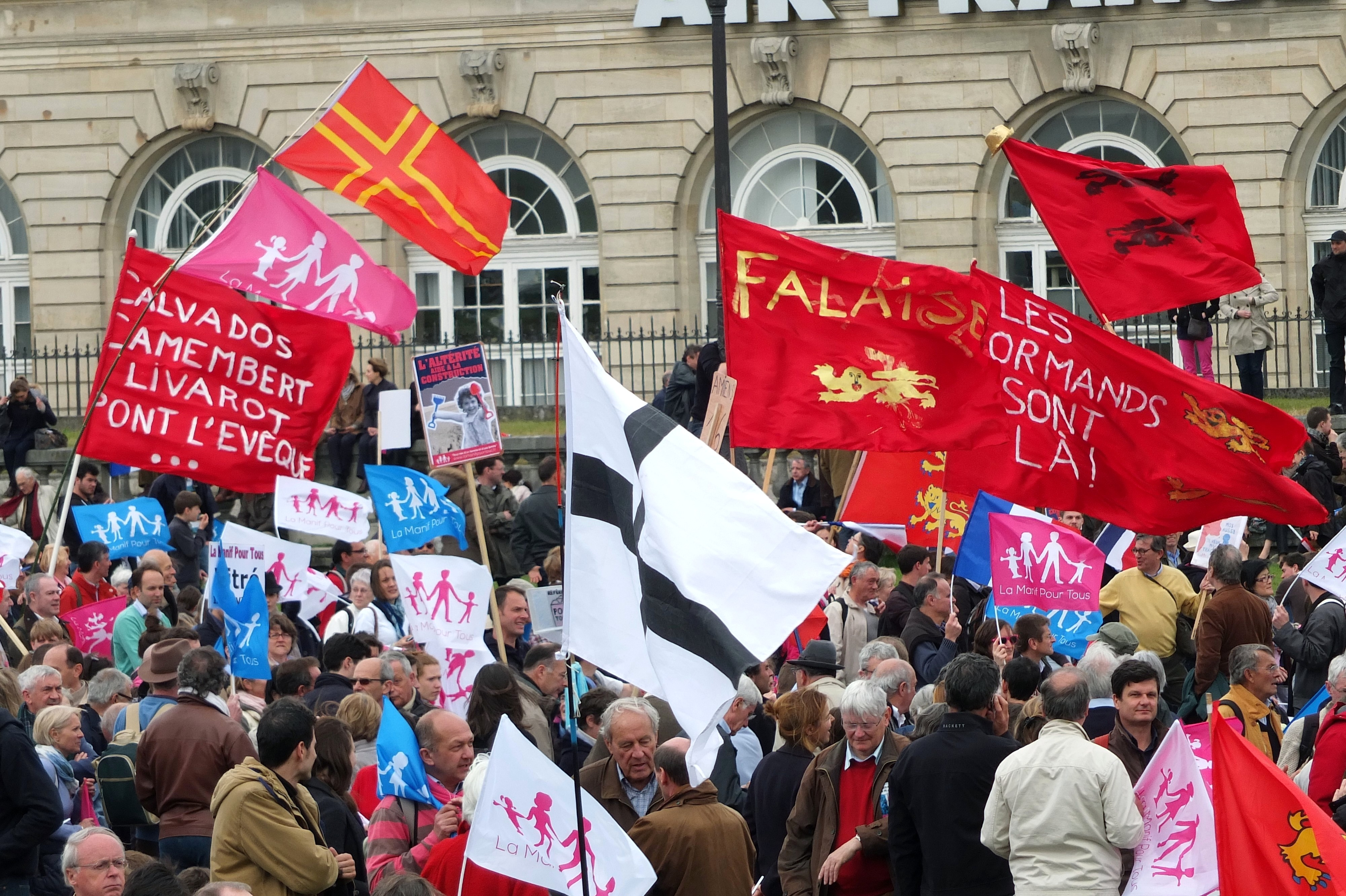
反對法國同性戀者得以結婚以及收養孩童的遊行活動。

- 兩枚火箭彈攻擊位於黎巴嫩首都貝魯特南郊的真主黨據點。《雪梨晨鋒報（页面存档备份，存于）》
- 索馬利亞叛亂部隊（英语：War in Somalia (2009–present)）襲擊位於肯亞邊境的索馬利亞警察哨站，並且造成6人死亡。英國廣播公司（页面存档备份，存于）

藝術文化
- 法國電影《阿黛爾的生活》贏得金棕櫚獎。英國廣播公司（页面存档备份，存于）
- 《玩命關頭6》在59個國家和地區上映後隨即登上各地電影排行榜第一名，其中美國和加拿大的票房便估計有1.22億美元。《紐約時報（页面存档备份，存于）》

商業經濟
- 日本銀行總裁表示雖然增加利息會造成一定的壓力，然而日本金融機構「仍然有足夠能力抵禦這種衝擊」。路透社（页面存档备份，存于）
- 電動載具生產公司Better Place（英语：Better Place (company)）宣布即將申請破產。路透社（页面存档备份，存于）

災害事故
- 美國加利福尼亞州伯靈格姆的一輛派對公車（英语：Party bus）發生相撞事故，造成至少1人死亡、10人受傷。《聖荷西信使報（页面存档备份，存于）》

生態醫療
- 美國紐約白面山（英语：Whiteface Mountain）降下3英尺（約91公分）厚的積雪。美國廣播電台（页面存档备份，存于）

法律犯罪
- 17歲美國男孩格蘭特·阿考德（Grant Acord）因為被控策劃炸毀了自己學校西奧爾巴尼高中（英语：West Albany High School）以及謀殺未遂等罪名而在奧勒岡州奧爾巴尼遭到逮捕，之後在其臥室發現6枚爆裂物。News24（页面存档备份，存于）、有線電視新聞網（页面存档备份，存于）
- 英國安全局人員逮捕另一名涉嫌參與2013年伍爾維奇襲擊的男子。News24（页面存档备份，存于）
- 數十個城市的抗議者延續禮拜六時針對生產基因改造食物為主的跨國農業生物技術公司孟山都的示威遊行活動。雅虎新聞（页面存档备份，存于）

政治選舉
- 法國巴黎展開規模多達15萬人的反對法國同性婚姻合法化的示威遊行活動，之後警方拘捕了100多人。英國廣播公司（页面存档备份，存于）、天空新聞台（页面存档备份，存于）

體育競賽
- 德國籍一級方程式賽車賽車車手尼可·羅斯堡贏得2013年摩納哥大獎賽冠軍。BBC體育（页面存档备份，存于）
- 參與印第賽車系列賽的巴西籍賽車車手東尼·卡納安（英语：Tony Kanaan）奪得2013年印第安納波利斯500（英语：2013 Indianapolis 500）冠軍。《紐約時報（页面存档备份，存于）》
- 全國運動汽車競賽協會選手之一的凱文·哈維克（英语：Kevin Harvick）贏得2013年可口可樂600（英语：2013 Coca-Cola 600）冠軍，而在比賽期間一個由福斯廣播公司架設的Skycam（英语：Skycam）因為纜線斷落而造成10人受到輕傷以及數輛車輕微損害。ESPN（页面存档备份，存于）
- 公路自行車選手文森佐·尼巴里獲得2013年環義自由車賽冠軍。BBC體育（页面存档备份，存于）
- 孟買印度人（英语：Mumbai Indians）在2020板球決賽（英语：2013 Indian Premier League Final）中贏過清奈超級王者（英语：Chennai Super Kings）而得到2013年年度印度超級板球聯賽冠軍。《印度快報（页面存档备份，存于）》
- 網球選手大威廉絲在2013年法國網球公開賽第一輪比賽中落敗，這也是自2001年以後其首次在法國網球公開賽第一輪中落選。《洛杉磯時報（页面存档备份，存于）》
- 參與職業高爾夫巡迴賽（英语：Professional golf tours）的波·威克利在皇冠假日邀請賽上拿下冠軍。ESPN（页面存档备份，存于）
- 馬特奧·曼納塞羅成為最年輕奪下2013年BMW PGA錦標賽（英语：2013 BMW PGA Championship）的選手。《今日美國（页面存档备份，存于）》

## 5月27日
武裝衝突
- 7名菲律賓國家警察因為誤踩新人民軍安置於卡加煙省阿拉卡班（英语：Allacapan, Cagayan）的地雷而喪命。《菲律賓星報（页面存档备份，存于）》
- 隨著伊拉克境內宗派暴力事件（英语：Sectarian violence）越演越烈，位於巴格達什葉派居民區的爆炸案殺死至少75人，並且造成200多人受傷。News24（页面存档备份，存于）
- 歐洲聯盟解除對於敘利亞內戰中針對反對派的禁令。有線電視新聞網（页面存档备份，存于）、英國廣播公司（页面存档备份，存于）

藝術文化
- 羅馬尼亞展開了《金氏世界紀錄大全》上有史以來最大的旗幟。《太陽先驅報》、《衛報（页面存档备份，存于）》

商業經濟
- 加拿大製藥大廠Valeant製藥國際公司（英语：Valeant Pharmaceuticals）宣布即將以8.7億美元的價格收購博士倫。《華盛頓郵報（页面存档备份，存于）》
- 虛擬貨幣公司Liberty Reserve其哥斯大黎加籍創始人因涉嫌洗錢等罪名而遭到逮捕，同時公司網站也被迫關閉。Salon

生態醫療
- 委內瑞拉在A型流感病毒H1N1亞型期間已經有17人死亡，另外還有250起感染案例。路透社（页面存档备份，存于）

法律犯罪
- 於新南威爾斯省雪梨市郊奎克山（英语：Quakers Hill, New South Wales）的一家療養院工作的護士羅傑·迪恩（Roger Dean）坦承犯下縱火罪刑，並且造成共11人死亡的謀殺案件。《雪梨晨鋒報（页面存档备份，存于）》

政治選舉
- 沙烏地阿拉伯國王阿卜杜拉·本·阿卜杜勒－阿齊茲·阿勒沙特提拔沙烏地阿拉伯國家警衛隊（英语：Saudi Arabian National Guard）的地位，並且任命自己兒子擔任警衛隊隊長一職。《國家雜誌》

科學技術
- 一個在加拿大消退的冰河所發現的400多年前苔蘚植物在實驗室中起死回生。英國廣播公司（页面存档备份，存于）、《美國國家科學院院刊（页面存档备份，存于）》
- 墨西哥国家文物总局宣布在布尔戈斯市（英语：Burgos Municipality, Tamaulipas）附近發現近5,000多個洞窟壁畫。io9（页面存档备份，存于）

體育競賽
- 在孟買印度人（英语：Mumbai Indians）奪下期第一座印度超級板球聯賽總冠軍後，著名板球選手薩辛·坦都卡宣布正式退休。英國廣播公司（页面存档备份，存于）

## 5月28日
武裝衝突

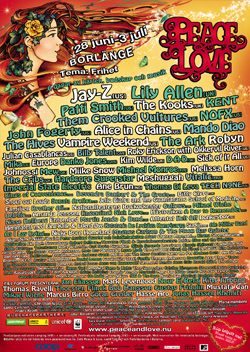
2010年愛與和平的宣傳廣告。

- 美國參議院約翰·麥肯前往敘利亞與叛軍部隊會面，並且討論美國干涉敘利亞內戰的可能性。路透社（页面存档备份，存于）
- 《世界報》指稱以巴沙爾·阿薩德為首的敘利亞政府軍隊仍然繼續投入化學武器的使用。《世界報（页面存档备份，存于）》
- 隨著敘利亞局勢繼續惡化，俄羅斯宣布撤出130人。Oneindia.in（页面存档备份，存于）
- 巴基斯坦西北戰爭的叛亂份子槍手開槍擊斃一名罹患脊髓灰質炎工人，另外有3名工人也因而受傷。CTV電視網（页面存档备份，存于）

藝術文化
- 博倫厄當地所舉辦的瑞典最大的音樂節愛與和平（英语：Peace & Love (festival)）申請破產保護文件。《快報》

商業經濟
- 美國加利福尼亞州洛杉磯地區法院的聯邦檢察官辦公室宣布前安侯建業高級合夥人斯科特·伦敦（Scott London）坦承涉嫌內線交易。路透社（页面存档备份，存于）

災害事故
- 馬來西亞砂拉越當地拉讓江上一艘載有100名乘客的渡輪翻覆，最後有20名乘客下落不明。NDTV（页面存档备份，存于）、Wire Update

生態醫療
- 法國發生第一起中東呼吸綜合征死亡的病例，而沙烏地阿拉伯當地則已經發生五起致死病例。路透社（页面存档备份，存于）

國際關係
- 澳洲ABC News（英语：ABC News (Australia)）聲稱中國的駭客已經取得大力關於情報機構澳洲安全情報組織的機密內容。ABC News（页面存档备份，存于）

法律犯罪
- 美國檢調單位針對總部設在哥斯大黎加的Liberty Reserve以涉嫌參與600億美元洗錢案件而啟動調查。《雪梨晨鋒報（页面存档备份，存于）》

## 5月29日
武裝衝突
- 巴基斯坦情報官員表示美國無人航空載具（英语：Drone attacks in Pakistan）已經在北瓦濟里斯坦特區米蘭夏（英语：Miranshah）成功襲擊5名參與巴基斯坦西北戰爭的外國籍叛亂份子，其中包括有巴基斯坦塔利班運動指揮官瓦利-烏里-拉赫曼（英语：Wali-ur-Rehman）。《紐約時報（页面存档备份，存于）》
- 阿富汗叛亂分子襲擊位於賈拉拉巴德的國際紅十字與紅新月運動服務處。《邁阿密先驅報》

藝術文化
- 義大利女演員、同時也是1997年諾貝爾文學獎得主達里奧·福之妻子福蘭卡·拉梅（英语：Franca Rame）在米蘭逝世，享年84歲。《衛報（页面存档备份，存于）》、
- 義大利第里雅斯特市民發起活動要求保留歷史悠久的聖馬可咖啡館，其中包括詹姆斯·喬伊斯、伊塔洛·斯韋沃與翁貝托·薩巴等名人都經常光顧該店。《衛報（页面存档备份，存于）》

商業經濟
- 中國肉類食品企業雙匯集團買下了世界上最大的肉類加工食品公司史密斯菲爾德食品公司。《今日美國（页面存档备份，存于）》
- 主要負責殯儀服務以及葬禮安排的美國國際殯葬服務集團（英语：Service Corporation International）宣布以14億美元的價格買下Stewart Enterprises（英语：Stewart Enterprises）。《彭博商業周刊（页面存档备份，存于）》

災害事故
- 印度馬哈拉施特拉邦的小鎮達哈努附近發生一輛公共汽車和一輛油罐車相撞意外，造成至少13人死亡、超過20人受傷。CNN-IBN（页面存档备份，存于）

法律犯罪
- 法國執法機構逮捕了一名涉嫌在巴黎拉德芳斯中心商業區附近刺殺士兵塞德里克·柯迪爾（Cédric Cordier）的激進伊斯蘭主義嫌犯。《泰晤士報（页面存档备份，存于）》
- 前波士尼亞與赫塞哥維納官員亞德蘭科·普立奇因涉嫌在南斯拉夫內戰期間犯下戰爭罪而被前南斯拉夫問題國際刑事法庭判處25年有期徒刑。《The Australian（页面存档备份，存于）》
- 緬甸臘戍發生佛教暴徒攻擊穆斯林並燒毀後者的住宅與商店，造成1人死亡以及4人受傷。路透社（页面存档备份，存于）
- 紐約市警察局表示已經在兩封分別寄給紐約市長麥克·彭博以及市長反對非法槍械（英语：Mayors Against Illegal Guns）組織主管的信封中初步測出含有致命毒性的蓖麻毒蛋白。
- 在2013年伍爾維奇襲擊中涉嫌刺殺英國陸軍士兵的邁克爾·艾迪波瓦爾（Michael Adebowale）被以謀殺罪起訴。哥倫比亞廣播公司（页面存档备份，存于）

政治選舉
- 茶黨運動著名人物米歇爾·巴赫曼突然宣布不會在2014年11月時尋求第五度連任明尼蘇達州選區的美國眾議院議員。MarketWatch

科學技術
- 科學家認為黎明鳥可能即為鳥翼類的基群，並且獨立於始祖鳥外而成為世界上最古老的鳥類。英國廣播公司（页面存档备份，存于）

體育競賽
- 國際奧林匹克委員會發布爭取參與2020年夏季奧林匹克運動會的體育競賽列表，其中包括有角力、壁球、棒球以及壘球等項目，計畫在9月8日時公布最後決定。ESPN（页面存档备份，存于）
- 在1995年時英格蘭球迷在愛爾蘭都柏林發生蘭斯當路體育館足球騷亂事件（英语：Lansdowne Road football riot）後，英格蘭足球代表隊首次與愛爾蘭國家足球隊在溫布利球場進行比賽，最後比賽以1比1平手而和平結束。愛爾蘭廣播電視（页面存档备份，存于）、BBC體育（页面存档备份，存于）
- 在一場於克里夫蘭FirstEnergy體育場（英语：FirstEnergy Stadium (Cleveland)）舉辦的足球熱身賽中，比利時國家足球隊以4比2擊敗美國國家足球隊。《運動畫刊（页面存档备份，存于）》

## 5月30日
武裝衝突

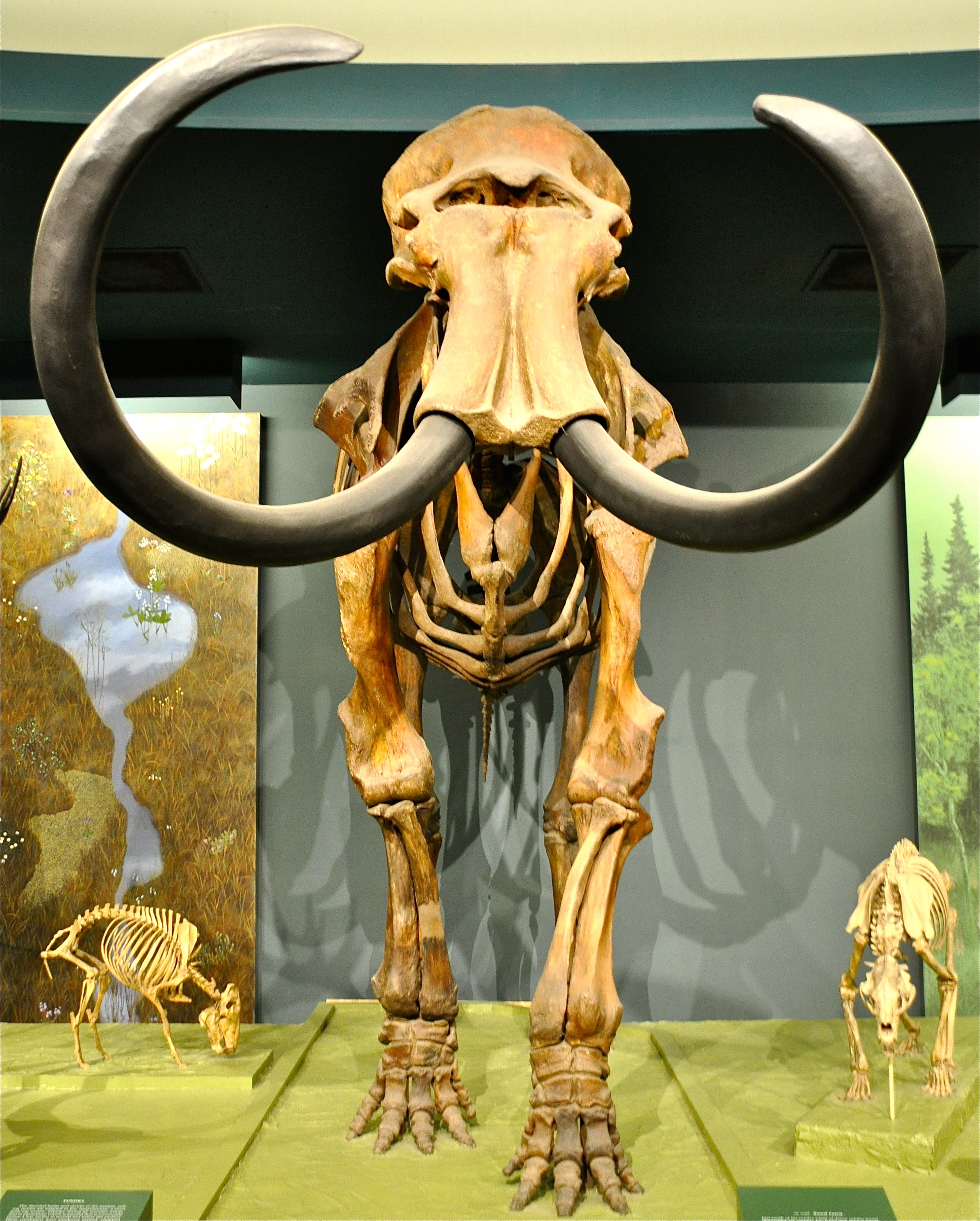
真猛獁象的骨架。

- 一名以色列官員透露說以色列政府正在考慮發表敘利亞政府已經獲得新型S-300飛彈的消息。《耶路撒冷郵報（页面存档备份，存于）》
- 遭到政府軍隊包圍的古賽爾當地向外界請求緊急醫療救護與資源，因為該城鎮已經用完所有醫療器材、但仍然有800多人需要救治。《耶路撒冷郵報（页面存档备份，存于）》
- 敘利亞國家電視臺（英语：Television in Syria）於報導中聲稱支持巴沙爾·阿薩德的軍隊已經殺死3名西方人，其中包括一名美國婦女以及一名為反對派作戰的英國男性。英國廣播公司（页面存档备份，存于）、有線電視新聞網（页面存档备份，存于）
- 伊拉克發生一系列恐怖爆炸攻擊，造成至少11人死亡。
- 伊博拉金·托達謝夫（英语：Ibragim Todashev）的父親阿巴杜-巴克·托達謝夫（Abdul-Baki Todashev）向媒體表示上週美國聯邦調查局是以接近「處決」的方式、像「土匪般地」殺害自己的兒子。《衛報（页面存档备份，存于）》

藝術文化
- 於網際網路上廣受歡迎的不爽貓主人宣布其即將拍攝長篇電影。路透社（页面存档备份，存于）
- 著名印度電影導演日普帕諾·高仕因為心肌梗死而逝世，享年49歲。《印度時報（页面存档备份，存于）》、《Mid Day（页面存档备份，存于）》、NDTV（页面存档备份，存于）

生態醫療
- 根據一項新的研究報告表示使用兩倍劑量的奧司他韋並沒有額外的好處。路透社（页面存档备份，存于）

國際關係
- 在5月29日美國農場發現大量種植備受爭議性的基因改造食品後，日本通過法案暫停從美國進口小麥。《華盛頓郵報（页面存档备份，存于）》、《哈芬登郵報（页面存档备份，存于）》、
- 尼日士兵發現大量疑似真主黨所庫存的武器。福斯新聞頻道（页面存档备份，存于）

法律犯罪
- 美國佛羅里達州波爾克縣的家長抗議學校當局擅自安裝虹膜掃描系統的作法已經妨礙了該州份孩童的自由。今日俄羅斯（页面存档备份，存于）
- 美國總統巴拉克·歐巴馬任命前喬治·沃克·布希政府官員之一的詹姆斯·柯梅擔任聯邦調查局局長。《衛報（页面存档备份，存于）》、《獨立報（页面存档备份，存于）》
- 聯合國於海牙開設的國際法庭經過3年的審判後決定判處兩名前任塞爾維亞安全官員於1990年代期間的波士尼亞戰爭中犯下戰爭罪和反人類罪。半島電視台（页面存档备份，存于）
- 威爾斯法院針對在2012年10月犯下女童謀殺案（英语：Murder of April Jones）的馬克·布利傑（Mark Bridger）判處其犯下綁架與謀殺罪。英國廣播公司（页面存档备份，存于）
- 尼日通過法令禁止同性婚姻（英语：Same-sex marriage in Nigeria）。News 12 Networks[]
- 由於受到炸彈威脅而使得薛頓賀爾大學被迫暫時關閉學校，事後證實為一場騙局。《今日美國（页面存档备份，存于）》

科學技術
- 新的分析報告提到海龜擁有甲殼比過去所認為的時間還早4,000萬年。Nature World News（页面存档备份，存于）
- 俄羅斯科學家在新找到的真猛獁象屍體中發現「保存完好的」液態血液樣本。Newsday（页面存档备份，存于）
- 史丹佛大學的研究人員發表了一套比鋰離子電池更具能源效益的鋅空氣電池，同時其價格也比前者還要來得低。《環球郵報（页面存档备份，存于）》
- 小行星(285263) 1998 QE2預計在5月31日時接近至距離地球360萬公里處，同時科學家也發現該小行星旁還環繞有衛星。《洛杉磯時報（页面存档备份，存于）》

體育競賽
- 英國法院撤銷原本的安全禁令並允許英格蘭足球代表隊前往巴西里約熱內盧馬拉卡納體育場與巴西國家足球隊進行足球比賽。BBC體育（页面存档备份，存于）、《衛報（页面存档备份，存于）》
- 艾力克·阿比達表示為了之後的肝臟腫瘤與肝臟移植手術而決定離開巴塞隆納足球俱樂部。《衛報（页面存档备份，存于）》
- 阿文德·馬漢卡利（Arvind Mahankali）贏得第86屆史克立普全國拼字比賽（英语：86th Scripps National Spelling Bee）冠軍。《今日美國（页面存档备份，存于）》

## 5月31日
武裝衝突
- 於土耳其伊斯坦堡的塔克西姆廣場展開的反政府騷亂活動遭到警方鎮壓，數名強行進入廣場的反對份子則遭到驅離。路透社（页面存档备份，存于）
- 為了爭奪阿拉伯膠的生產控制在蘇丹南達佛省爆發武裝衝突，造成64人死亡以及6,500多人逃離家園。新華網（页面存档备份，存于）、《衛報（页面存档备份，存于）》、雅虎新聞、BBC新聞（页面存档备份，存于）

商業經濟
- 星巴克宣布旗下所有店面都將禁止客戶吸菸。《衛報》

災害事故
- 美國德克薩斯州休士頓的消防人員在撲滅火災時反而造成4人死亡、5人受傷。《今日美國（页面存档备份，存于）》
- 美國亞利桑那州鳳凰城發生兩架小飛機相撞意外，造成4人死亡。《今日美國（页面存档备份，存于）》
- 美國奧克拉荷馬市的威爾·羅傑斯世界機場因為受到龍捲風影響而緊急疏散人群，但之後著陸的龍捲風仍然造成2人死亡以及3人失蹤。有線電視新聞網（页面存档备份，存于）、《今日美國（页面存档备份，存于）》

生態醫療
- 義大利宣布發現其第一起中東呼吸道症候群病例。半島電視台（页面存档备份，存于）

國際關係
- 美國總統巴拉克·歐巴馬宣布針對伊朗的非政府機構同樣展開通訊設備與軟體的禁運政策。彭博新聞社（页面存档备份，存于）

法律犯罪
- 美國海軍學院宣布正在調查涉嫌性侵一名女性學員的3名美式足球運動員。哥倫比亞廣播公司（页面存档备份，存于）

政治選舉
- 在面臨遊說集團極大壓力指控下，隸屬於英國保守黨的派屈克·默瑟（英语：Patrick Mercer）宣布辭去黨鞭一職。英國廣播公司（页面存档备份，存于）
- 2013年伊朗總統選舉舉辦首次電視辯論大會（英语：Iranian presidential election debates, 2013），由各個候選人發表自己對於伊朗經濟的發展計劃。Press TV、Trend
- 辛巴威法院頒布命令要求辛巴威政府必須在7月31日以前舉辦選舉活動。RTTNews（页面存档备份，存于）

科學技術
- 近地天體(285263) 1998 QE2以及其衛星在距離360萬英里（約580萬公里）處越過地球。英國廣播公司（页面存档备份，存于）